# Bad Liebenstein

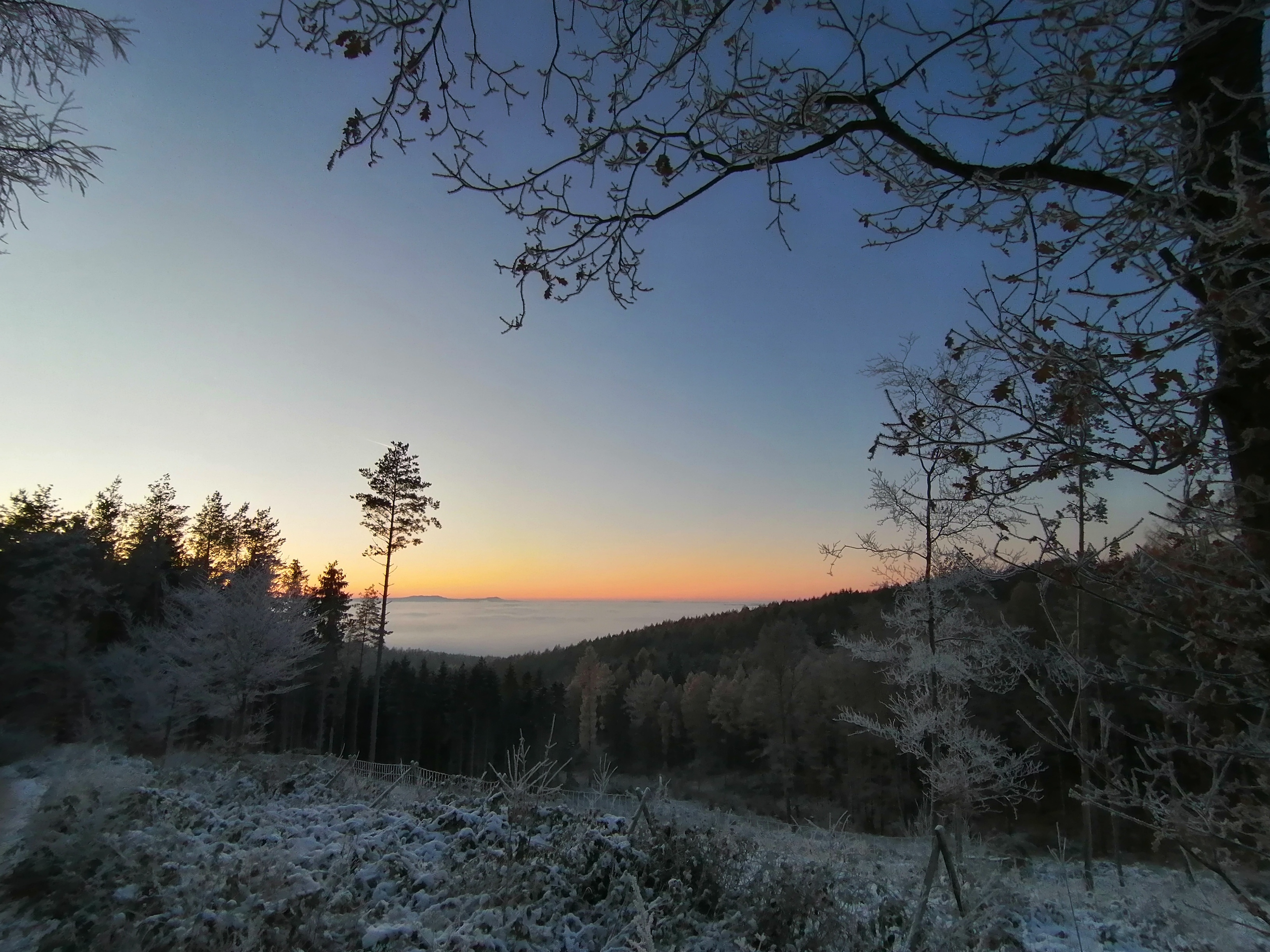
Blick auf den Winterwald von Bad Liebenstein

Bad Liebenstein – bis 1907 Liebenstein (Sachsen-Meiningen) – ist der namensgebende und einwohnerstärkste Ortsteil der Stadt Bad Liebenstein im Wartburgkreis in Thüringen. Der Ortsteil hat eine Tradition als Kur-, Bäder- und Tourismusstadt. Überregional bekannt wurde er als Sommerresidenz der Meininger Herzogsfamilie, als Thüringens ältestes Heilbad und als größter Herzkurort der DDR im Naturpark Thüringer Wald.
Zum 31. Dezember 2012 fusionierte die Stadt Bad Liebenstein mit den Nachbargemeinden Schweina und Steinbach zu einer neuen Stadt Bad Liebenstein mit etwa 8000 Einwohnern.

## Geographie

Stadtplan von 1907

### Geographische Lage
Bad Liebenstein befindet sich im nordwestlichen Thüringer Wald, der durch Berge (Inselsberg und Gerberstein) und Mischwälder geprägt ist. Die Stadt ist vom Burgberg, dem Aschenberg und dem Antoniusberg eingerahmt. Nach Südwesten bietet sich ein Blick in das Werratal mit den Bergen der Vorderrhön, wobei der Pleß am nächsten ist. Größere Städte der Umgebung sind Eisenach, etwa 30 Kilometer nördlich, Meiningen etwa 30 Kilometer südlich, Bad Salzungen, Kreisstadt des Wartburgkreises, etwa 15 Kilometer westlich und Schmalkalden etwa 15 Kilometer südöstlich von Bad Liebenstein gelegen.
Die Höhe Bad Liebensteins wird mit 344 m über Normalnull angegeben. Dabei handelt es sich um die Höhe des ehemaligen Bahnhofes, während der tiefste Punkt bei Meimers mit 267 m ü. NN liegt, befindet sich der höchste Punkt mit ca. 540 m ü. NN unterhalb des Frauenberges.

### Geologie
Der Thüringer Wald besteht aus einer Scholle paläozoischer Gesteine des ehemaligen Variszischen Gebirges (Ruhlaer Kristallin). In der Zechsteinzeit überflutete ein Meer das Restgebirge. Die Bruchtektonik führte zu Entstehung des Thüringer Waldes. In diesem Zusammenhang entstanden parallele Verwerfungsspalten, die sich auch durch den Ort ziehen. Der Liebensteiner Störung ist die Entstehung der Heilquellen zu verdanken. Am ehemaligen Steinbruch Korällchen wird das Eindringen von Magma bei einer abweichenden Gesteinsart, hier Liebensteiner Gneis, deutlich. Unterschiede gibt es auch in der näheren Umgebung: Während am Aschenberg Sandstein ansteht, ist am Altenstein ein Teil eines Zechsteinriffes erhalten geblieben. In Richtung Rennsteig trifft man aus dem Rotliegenden Porphyre und Granite sowie Erzgänge an.

### Klima
|                       | Jan  | Feb  | Mär  | Apr  | Mai  | Jun  | Jul  | Aug  | Sep  | Okt  | Nov  | Dez  |   |       |
| Mittl. Tagesmax. (°C) | 1    | 3    | 7    | 12   | 17   | 20   | 22   | 22   | 17   | 11   | 5    | 1    | ⌀ | 11,5  |
| Mittl. Tagesmin. (°C) | −2   | −2   | 0    | 4    | 8    | 11   | 12   | 13   | 9    | 5    | 1    | −2   | ⌀ | 4,8   |
|                       |      |      |      |      |      |      |      |      |      |      |      |      |   |       |
| Niederschlag (mm)     | 55,1 | 45,2 | 42,9 | 45,6 | 55,0 | 60,6 | 81,3 | 62,0 | 60,8 | 55,7 | 57,0 | 58,5 | Σ | 679,7 |

| −2 |

| −2 |

| 0 |

| 4 |

| 8 |

| 11 |

| 12 |

| 13 |

| 9 |

| 5 |

| 1 |

| −2 |

| −2 |

| −2 |

| 0 |

| 4 |

| 8 |

| 11 |

| 12 |

| 13 |

| 9 |

| 5 |

| 1 |

| −2 |

| N i e d e r s c h l a g | 55,1 | 45,2 | 42,9 | 45,6 | 55,0 | 60,6 | 81,3 | 62,0 | 60,8 | 55,7 | 57,0 | 58,5 |
|                         | Jan  | Feb  | Mär  | Apr  | Mai  | Jun  | Jul  | Aug  | Sep  | Okt  | Nov  | Dez  |

„Die Stadt befindet sich in einer kesselartigen Tallage, deren umgebende Berge im Osthalbraum bis ca. 450m ü. NN ansteigen. Großklimatisch gehört Bad Liebenstein zum Mitteldeutschen Berg- und Hügellandklima, das im Nordosten in das deutsche Mittelgebirgsklima übergeht. Der Jahresniederschlag liegt im Mittel bei 730 Millimeter. Beim Vorhandensein feuchter Luftmassen und südwestlicher Winde gelangt die Stadt in das Staugebiet des Thüringer Waldes mit trübem, regnerischem Wetter. Bei nordöstlicher Luftzufuhr machen sich Föhneinflüsse bemerkbar. Am häufigsten tritt Schönwetter auf (32 % des Jahres), gefolgt von Schauerwetter (26 %), Schlechtwetter (23 %) und Eintrübung (19 %). Sommertage wurden 21 mal pro Jahr gezählt, Heiße Tage durchschnittlich drei. Insgesamt bietet Bad Liebenstein milde bis sehr milde klimatische Reize. In der kalten Jahreszeit sind die Klimareize stärker, jedoch sorgt hier der Windschutz der Tallage, dass ausgesprochen kalte Tage nur zu einem Drittel auftreten. Während klarer, ruhiger Nächte kommt es zur Entstehung eines Kaltluftsees, dessen Abflussmöglichkeiten durch das Grumbachtal sehr gering sind. Allerdings kommt es gelegentlich auch nachts zur Zerstörung des Kaltluftsees durch vom Thüringer Wald talwärts wehende Winde.“

## Geschichte

Aufnahmen um 1900
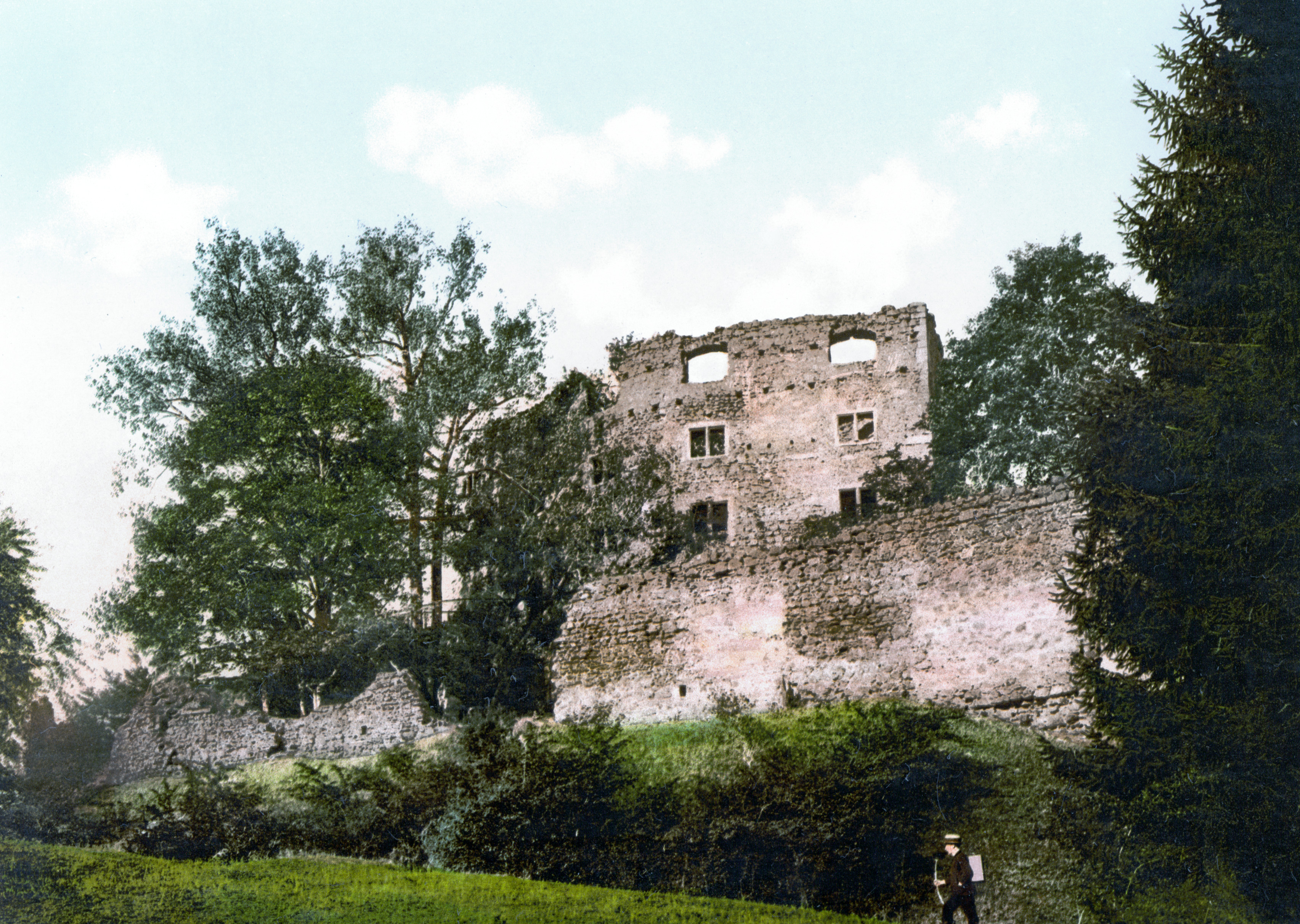
Burgruine Liebenstein
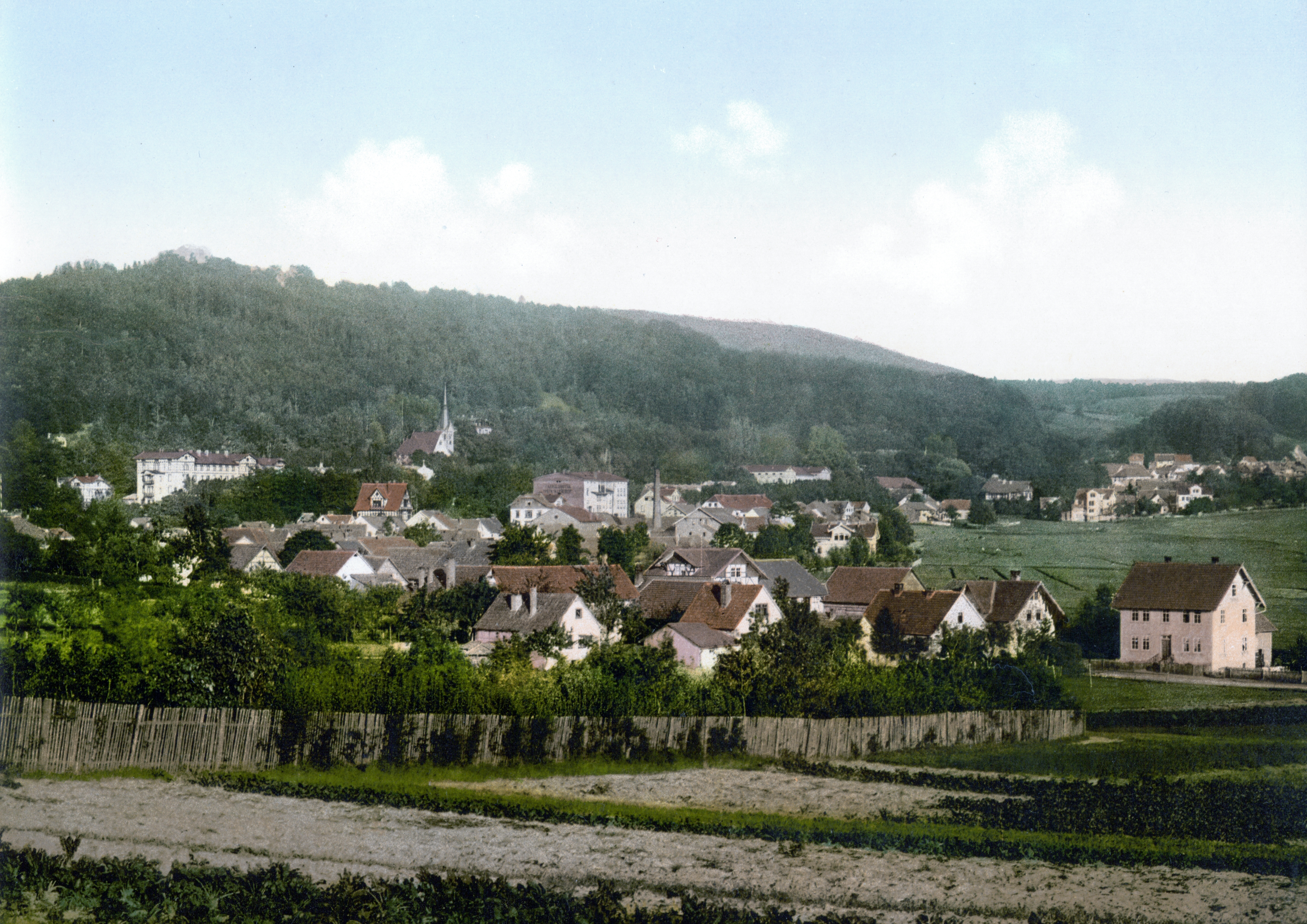
Blick von der Reichshöhe
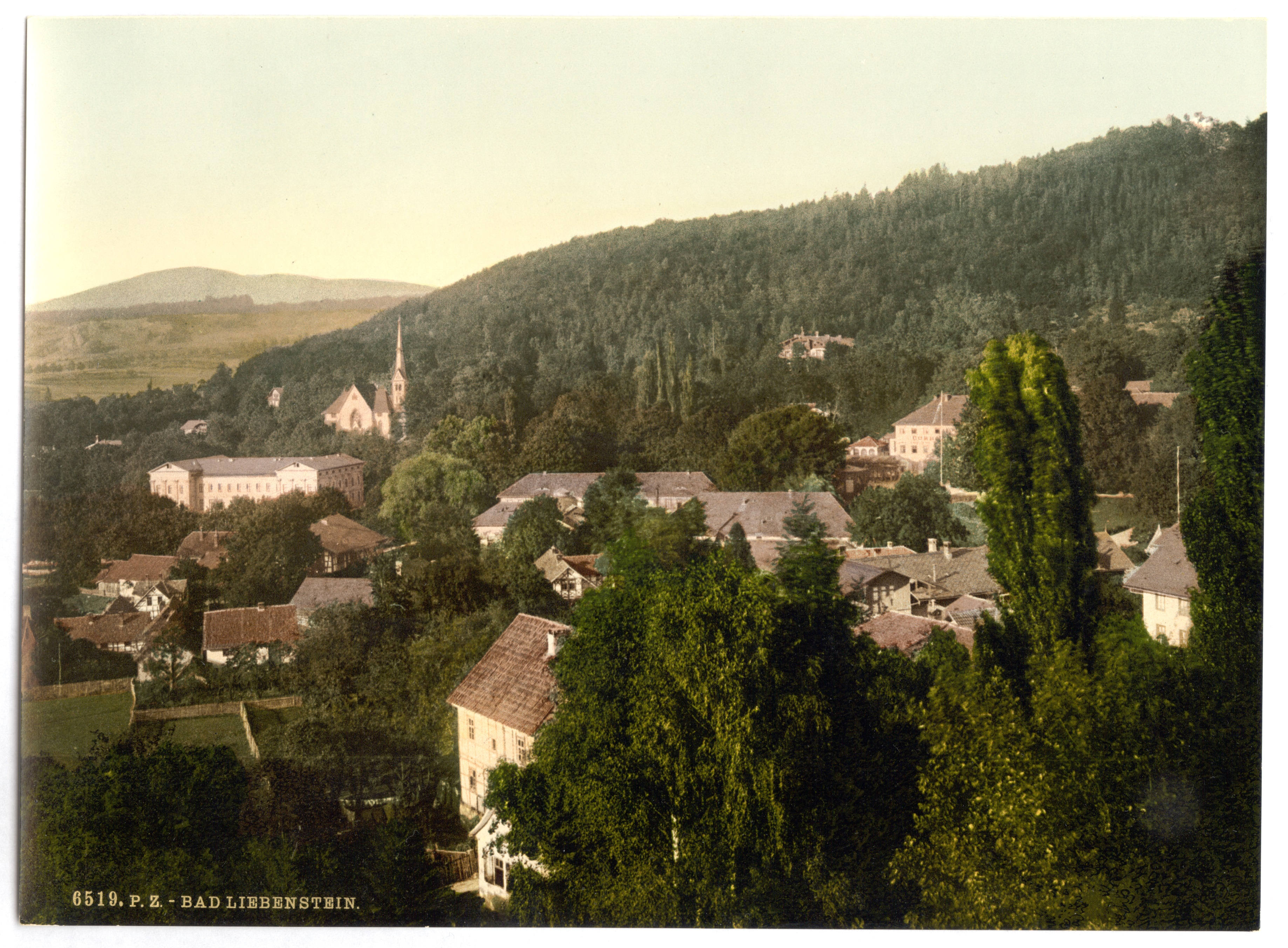
Blick auf das Kurzentrum
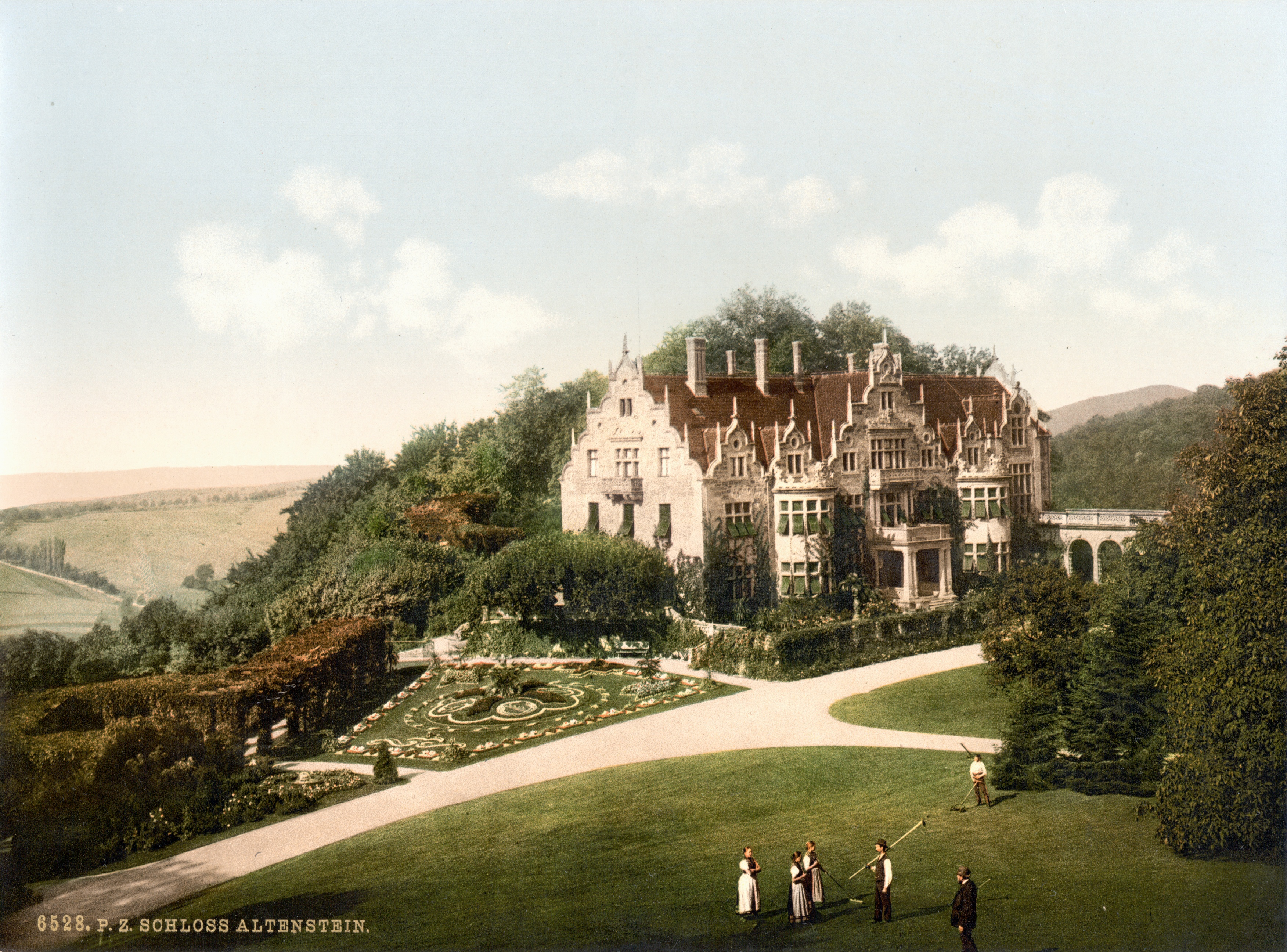
Schloss Altenstein

### Mittelalter bis 19. Jahrhundert

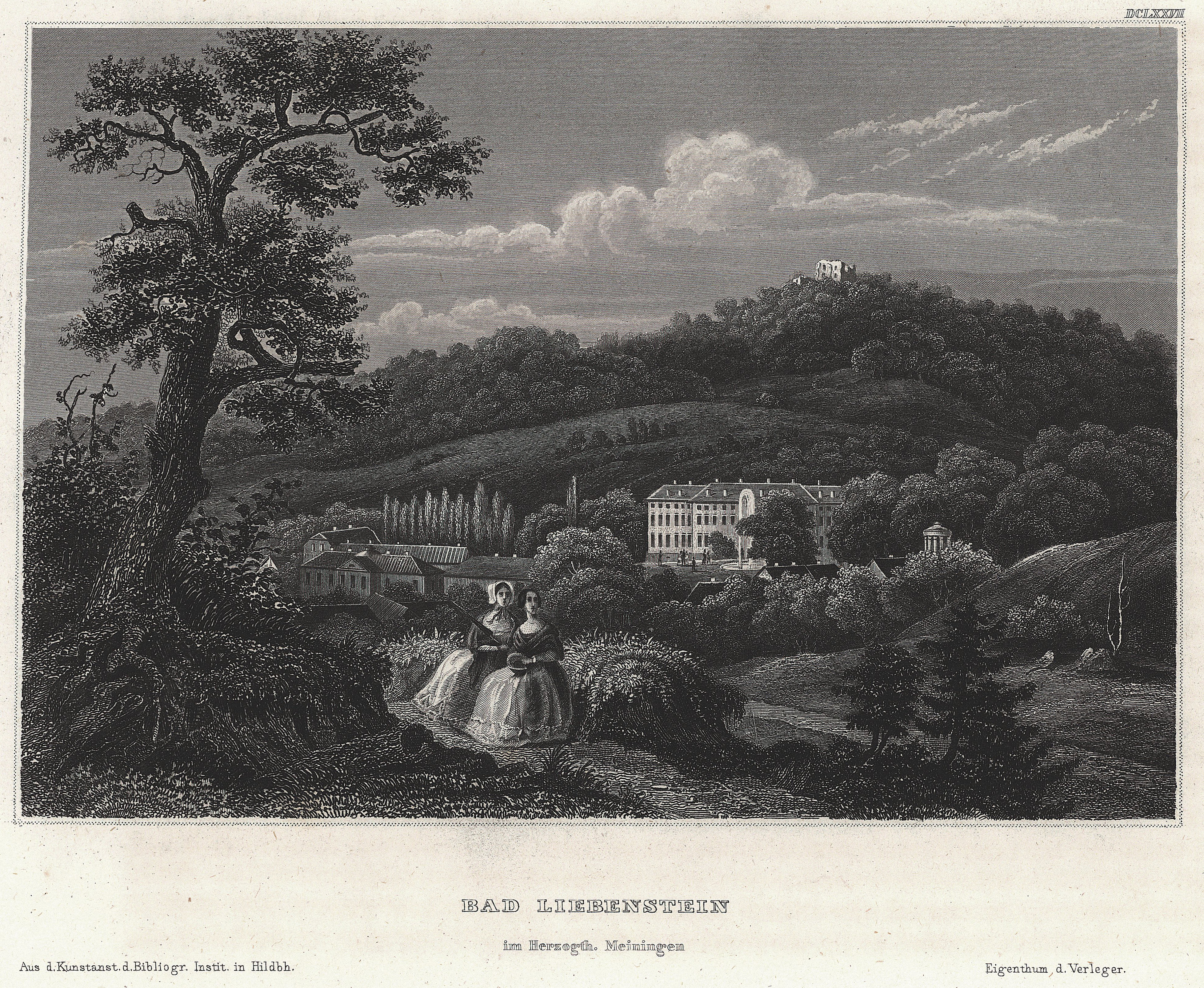
Blick auf Bad Liebenstein, Mitte des 19. Jh.

Das Gebiet von Bad Liebenstein gehörte einst zum Thüringer Westergau. Im 13. und beginnenden 14. Jahrhundert zählte es zum Einflussbereich der Herren von Frankenstein. Diese mussten aufgrund zahlreicher Fehden und Verschuldung einen Großteil ihrer Besitzungen im Jahr 1330 an die mit ihnen verwandten gefürsteten Grafen von Henneberg verkaufen.
Den Namen Liebenstein (aus dem Mittelhochdeutschen lie, liewe, altnordisch hlie, das heißt das Dickicht, das schattige Laubdach) trug einst nur die Burg, deren Ruine den Burgberg krönt. 1353 gelangte das Gebiet über eine hennebergische Erbteilung an die Wettiner, welche es 1360 an die Herren von Stein verlehnten. Deren Geschlecht war bis zum Aussterben der Liebensteiner Linie Besitzer der Burg. Die Burg Liebenstein wurde erstmals im 14. Jahrhundert urkundlich erwähnt. Im ausgehenden 16. Jahrhundert entstanden dann Häuser in der Talmulde zwischen dem Schlossberg (auch Burgberg genannt) und dem Aschenberg, dort, wo die Quelle entsprang. Diese war den Anwohnern als Suerborn, das heißt Sauerbrunnen, bekannt und gab der Siedlung ihren Namen. Nach der Erfurter Teilung des ernestinisch-wettinischen Herzogtums Sachsen im Jahr 1572 regierten die Herzöge von Sachsen-Coburg-Eisenach.
Im Jahre 1610 erschien von Andreas Libavius, dem damaligen Direktor des Coburger Gymnasiums, die Brunnenschrift Tractatus Medicus Physicus und Historia des fürtrefflichen Casimirianischen SawerBrunnen / unter Libenstein / nicht fern von Schmalkalden gelegen. Herzog Johann Casimir von Sachsen-Coburg, dem die Heilquelle empfohlen wurde, wandte zehn Sommer lang die Kur in dem neu gegründeten Brunnenort an. Damals handelte es sich noch um eine sehr kleine Siedlung: Im Jahr 1648 wurden nur einhundertsiebzig Einwohner gezählt. Nach dem Tode von Ernst dem Frommen fiel die Herrschaft, Gericht Liebenstein genannt, im Jahr 1677 an dessen Sohn, Herzog Bernhard I. von Sachsen-Meiningen. Er ließ Wohnungen für Kurgäste erbauen und den neugefassten Brunnen überdachen, so dass er vor Witterungseinflüssen geschützt war. 1680 fiel Schloss Altenstein an Sachsen-Meiningen, und es gab erste Planungen zum Bau einer Sommerresidenz. Eine weitere Brunnenschrift folgte: Kurzer Bericht von dem Liebensteiner Sauerbrunnen von Dr. Waldmann, Fürstlich Hessen-Casselischer Leib-Medicus, Schmalkalden 1718. Drei Jahre vorher erhielt der Ort Grumbach die Marktrechte.
Der Meininger Hofarzt Friedrich Jahn machte 1791 seinen Dienstherrn, Herzog Georg I. von Sachsen-Meiningen, auf die Heilkraft der Liebensteiner Quellen aufmerksam; sein Gutachten schloss mit den Worten: „Kein Wiesbaden, Schwalbach und Ems war der Kultur so viel wert als Liebenstein“. 1801 wurden die beiden Dörfer Sauerbrunnen und Grumbach zu einer Gemeinde vereinigt, und man errichtete auf halbem Weg eine Kirche, die später wegen Baufälligkeit wieder abgerissen werden musste. Der neue Ort, der auch zuvor schon oft so genannt wurde, erhielt nun auch offiziell den Namen der Burg: Liebenstein. Friedrich Mosengeil veröffentlichte 1815 seinen Reiseführer Das Bad Liebenstein und seine Umgebungen, ergänzt um die Beylage. Chemische Untersuchung der eisenhaltigen Sauerquelle in Liebenstein. An der Quelle angestellt im Monat August 1812 von D. Joh. Bartholomä Trommsdorff sowie 1826 das Buch Liebenstein und die neuen Arkadier. Naturgemälde und Erzählung.
Im Jahre 1840 entstand die Kaltwasserheilanstalt, aus der das Sanatorium und später Haus I des Krankenhauses hervorging (siehe Medizinische Einrichtungen). Richtige Herzkuren wurden ab 1861 verabreicht. Zahlreiche weitere Gebäude, die bis heute stadtbildprägend sind, entstanden im Laufe des 19. Jahrhunderts, so das Comödienhaus, das Palais Weimar, der Umbau des Fischernen Schlosses zum Kurhaus (heute Kulturhotel Kaiserhof), das Hotel und spätere Kurheim Charlotte (heute leerstehend) sowie zahlreiche weitere Hotels und Pensionen und private und herzogliche Villen.
Im Jahr 1849 ließ sich der Pädagoge Friedrich Fröbel, der Gründer der Kindergärten, in Liebenstein nieder. Er wohnte zuerst in der alten Post gegenüber dem Badehaus, danach im Gut am Aschenberg, heute Hotel Fröbelhof, ehe er das Marienthaler Schlösschen erhielt und dort die erste Schule für Kindergärtnerinnen eröffnete, die eine der ersten Berufsausbildungseinrichtungen für Frauen in Deutschland war.
1873 fand in der Villa Feodora in aller Heimlichkeit die Trauung von Herzog Georg II. mit der Schauspielerin Ellen Franz (dann Freifrau von Heldburg) statt. In dieser Zeit überschritt der Ort die 1000-Einwohner-Grenze.
Viele Künstler und Persönlichkeiten des 19. Jahrhunderts statteten Bad Liebenstein und Schloss Altenstein einen Besuch ab oder wirkten hier für einige Zeit, darunter Charlotte von Stein, Christian August Vulpius, August von Kotzebue, Carl Wagner, die englische Königin Adelheid (eine Tochter Georgs I. von Sachsen-Meiningen), der schon genannte Friedrich Fröbel, Franz Liszt, Anton Rubinstein, Richard Wagner, Otto von Bismarck, Henrik Ibsen, Josef Kainz oder auch Johannes Brahms. Diese Epoche – begonnen mit der Übernahme des Kurbetriebs durch Herzog Georg I. im Jahr 1800 bis zum Tod Herzog Georgs II. im Jahr 1914 – war für die Entwicklung Bad Liebensteins maßgeblich.
1887 veröffentlichte die Real-Encyclopädie der gesammten Heilkunde eine genaue chemische Analyse der Heilwässer (Eisenwässer) von alter und neuer Quelle. Die beiden erbohrten Quellen wurden zum Trinken und zum Baden benützt. Noch 1866 beschrieb der Brockhaus die alte Liebensteiner „Mineralquelle, deren Wasser (7 °R) zu den stärksten erdig-salinischen Eisenwässern gehört, klar und farblos ist und einen angenehmen zusammenziehenden Geschmack hat. Man braucht die Quelle besonders zu Bädern.“ 1990 nannte der Brockhaus dagegen kohlensaure  Mangan-Eisen-Arsen-Quellen. Der Deutsche Bäderkalender beschrieb im August 2003 einen kohlensäurehaltigen Natrium-Calcium-Chlorid-Säuerling.

### 20. Jahrhundert

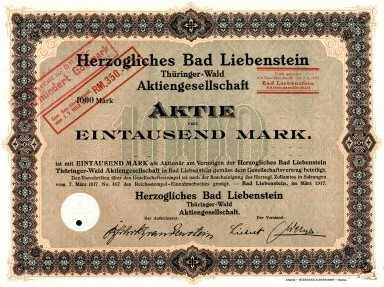
Aktie der Bad Liebenstein AG

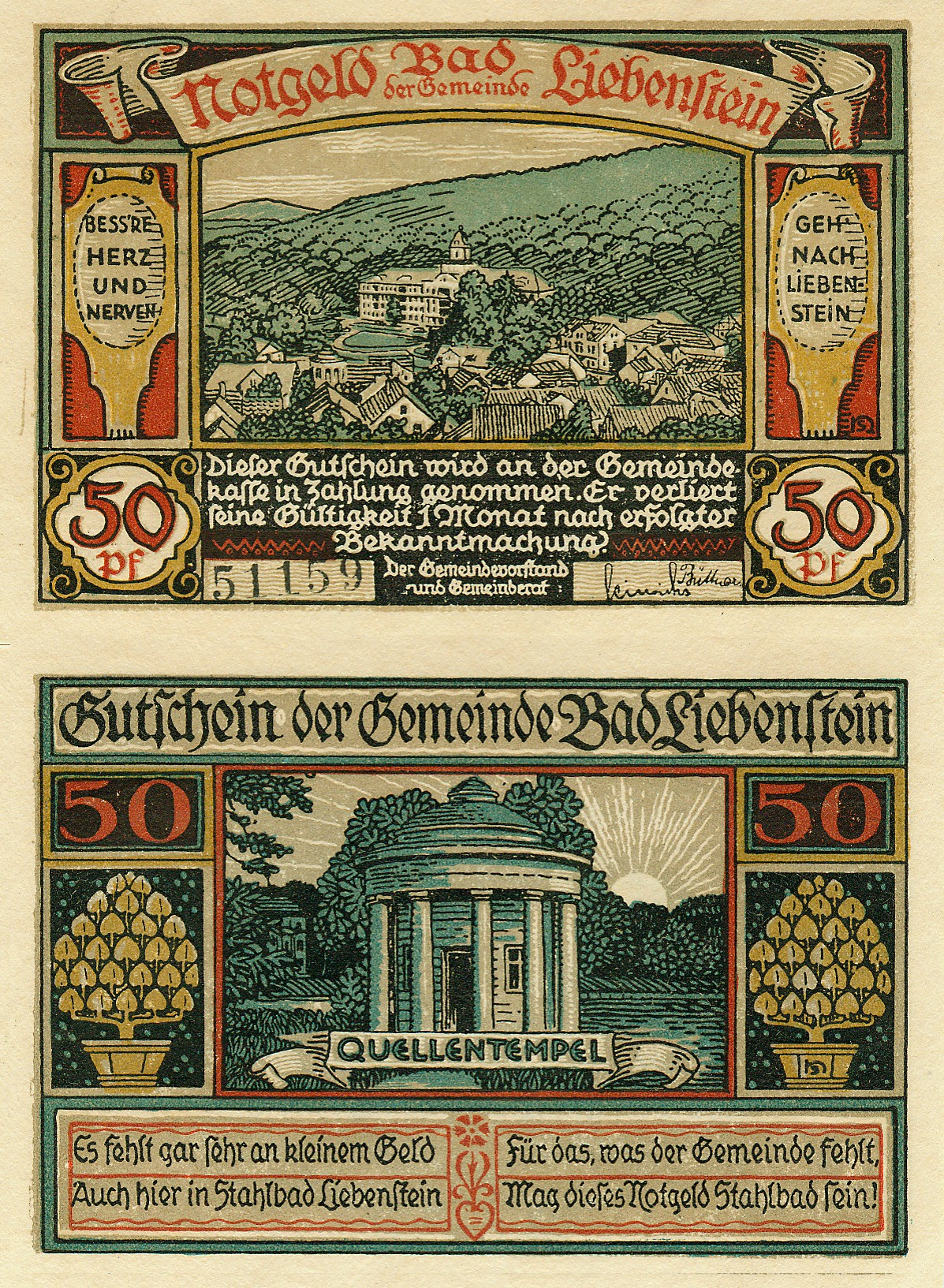
Notgeld 1921

Kaiser Wilhelm II. verlieh Liebenstein 1907 den Zusatz Bad, und Maximilian Graf von Wiser wurde Leiter der neuen Augenheilanstalt. 1917 wandelten die Besitzer den Badebetrieb in eine Aktiengesellschaft um und firmierten fortan unter dem Namen Herzogliches Bad Liebenstein Thüringer Wald Aktiengesellschaft, aber erst acht Jahre später kam die Aktiengesellschaft in ruhiges Fahrwasser. Die Aktienmajorität ging an Fritz Lauterbach, der das Bad bis zu seiner Enteignung im Jahr 1947 führte. Im Jahr 1923 gab es den ersten Gemeindeverbund, bestehend aus den Ortsteilen Bad Liebenstein, Schweina und Steinbach, welcher schon nach kurzer Zeit scheiterte. In den 1930er Jahren entstand das Stadtviertel Siedlung.
Ein in den 1920er Jahren häufig gesehener Gast war der Schriftsteller Gerhart Hauptmann, er begleitete seine an einem Augenleiden erkrankte Gemahlin Magarethe zu einem jeweils mehrwöchigen Therapieaufenthalt zum sogenannten „Liebensteiner Wunderdoktor“, Maximilian Graf von Wiser. Hauptmann nutzte diese jährlichen Aufenthalte im Thüringer Wald auch für Vorlesungen und die Niederschrift oder Überarbeitung von Werken. Sein Aufenthalt wurde stets zum kulturellen Ereignis für die jeweils anwesenden Kurgäste aus dem Hoch- und Geldadel der damaligen Epoche.
Beim Novemberpogrom 1938 wurden die jüdischen Besitzer eines Textilgeschäftes überfallen. Die Männer wurden in das KZ Buchenwald verschleppt und nach ihrer Rückkehr zur Geschäftsaufgabe gezwungen. Mit Beginn des Zweiten Weltkrieges wurden die großen Hotels und Kurheime in Lazarette umgewandelt, 1941 verlor Bad Liebenstein seinen Kurortstatus, es war Lazarettstadt geworden. Mehr als 90 Zwangsarbeiter, überwiegend aus der Sowjetunion, wurden in verschiedenen Firmen eingesetzt – seit 1946 erinnert ein sowjetisches Ehrenmal auf dem Friedhof an die 23 Opfer. Am 4. April 1945 zog die US-Armee kampflos in den Ort ein. Hierbei sollten auch die deutschen Sanitätsoffiziere ihre Faustfeuerwaffen ablegen, was mit Hinweis auf die Genfer Konventionen jedoch abgelehnt wurde. Später übernahm die Rote Armee ganz Thüringen, Bad Liebenstein lag in der Sowjetischen Besatzungszone. Im von der Roten Armee beschlagnahmten Kurhaus Kaiserhof kam es am 7. November 1945 zu einem Brand, bei dem der Turm einstürzte und der Mittelteil fast komplett ausbrannte.
1948 wurde Bad Liebenstein die Bezeichnung Volksheilbad Liebenstein verliehen. Die Domäne und das ehemalige Agnesheim wurden 1949 zum Heinrich-Mann-Sanatorium umgebaut, das Teil des Regierungskrankenhauses der DDR wurde. Am 1. Juli 1950 kamen die bisher eigenständigen Gemeinden Bairoda und Schweina zu Bad Liebenstein. 1951 wurde mit dem Sanatorium Haus Thüringen das erste Kindersanatorium für Herzerkrankungen der DDR eröffnet. „In Würdigung der großen Verdienste auf allen Gebieten des wirtschaftlichen, kulturellen und politischen Lebens“ erhielt die Großgemeinde Bad Liebenstein (mit Glücksbrunner Werke, Profisch, Schweina, Marienthal und Bairoda) 1959 anlässlich des 10. Jahrestages der Gründung der DDR das Stadtrecht. Um das akute Wohnungsproblem zu beheben, entstanden um 1960 die Häuser der Arbeiterwohnungsbaugenossenschaft (AWG). Vierundzwanzig Jahre später wurden die Gemeinde Schweina und der Ortsteil Bairoda (zu Meimers) wieder aus der Stadt ausgegliedert. Bis dahin lebten etwa 8.600 Einwohner in der Stadt.
Mit dem Bau des Kulturhauses 1982 (ab 1992 Stadthalle, welche 2007 bauaufsichtlich gesperrt und 2017 abgerissen wurde) erhielt die Stadt ein neues kulturelles Zentrum mit Bühnensaal, Gaststätte, Bar, Kegelbahn, Jugendklub und Vereinsräumen. In dieser Zeit standen in dem Ort 1500 Gästebetten zur Verfügung, jährlich besuchten etwa 16.000 Kurgäste und etwa 2000 Urlauber die Stadt. Die politische Wende in der DDR brachte auch für den Kurort tiefgreifende Veränderungen. Sämtliche Industriearbeitsplätze in der Stadt brachen weg. Das staatliche Volksheilbad wurde dem Land Thüringen zugeordnet und 1991 in die m&i Klinikgesellschaft der Klinikgruppe Enzensberg und die Dr. Lauterbach Klinik GmbH aufgespalten. Das Regierungskrankenhaus Heinrich-Mann–Sanatorium wurde an die Dr. Becker Unternehmensgruppe verkauft (seit 2013 im Besitz der RHM). Alle drei Gesellschaften bauten 1993 neue Kliniken. In dieser Zeit fand die bislang letzte große Erweiterung von Bad Liebenstein statt, die neuen Wohngebiete Am Mühlweg und kurze Zeit darauf Am Hölzchen entstanden.
1993 wurde Meimers mit seinem Ortsteil Bairoda nach Bad Liebenstein eingemeindet.

### 21. Jahrhundert
Im Jahr 2001 ging die ambulante Kur mit den Kurimmobilien in den Besitz der Stadt über. Das seit Jahren leerstehende Kurhaus wurde umgebaut und als Vier-Sterne-Hotel Kaiserhof zu Pfingsten 2006 wieder in Betrieb genommen.
Nach dem Teilabriss des alten Gebäudes 2007 wurde ein neues Kurmittelhaus gebaut und am 16. Mai 2009 als Kurhaus Bad Liebenstein übergeben. Zeitgleich wurde nach dem Abriss des von 1948 bis 1990 betriebenen Leuchtstoffwerkes Bad Liebenstein und der Sanierung des Geländes der Bau des neuen Stadtparks in der Grumbachaue abgeschlossen. In dem Teil des alten Kurmittelhauses, welcher nicht abgerissen wurde, wurde im Juli 2009 ein Medizinisches Versorgungszentrum eröffnet. Am 2. Februar 2010 erhielt Bad Liebenstein als achter Kurort in Thüringen die dauerhafte staatliche Anerkennung als Heilbad nach dem Thüringer Kurortegesetz.
Am 2. November 2011 wurde durch die Bürgermeister der Gemeinden Bad Liebenstein, Steinbach und Schweina ein Vertrag über die Bildung einer Einheitsgemeinde unterzeichnet und die Gemeinden am 31. Dezember 2012 aufgelöst und zur neuen Stadt Bad Liebenstein zusammengeschlossen.

### Religionen

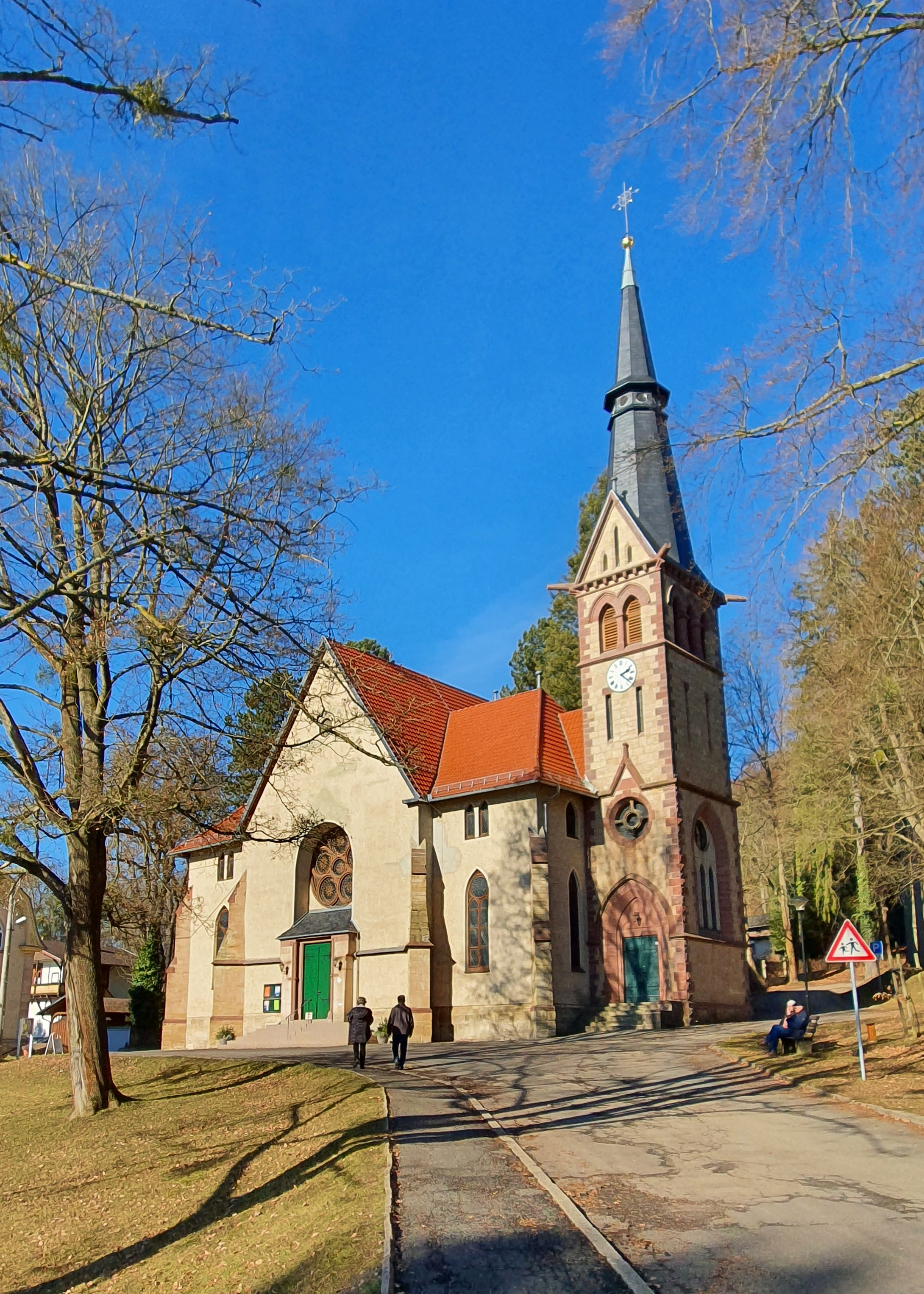
Friedenskirche

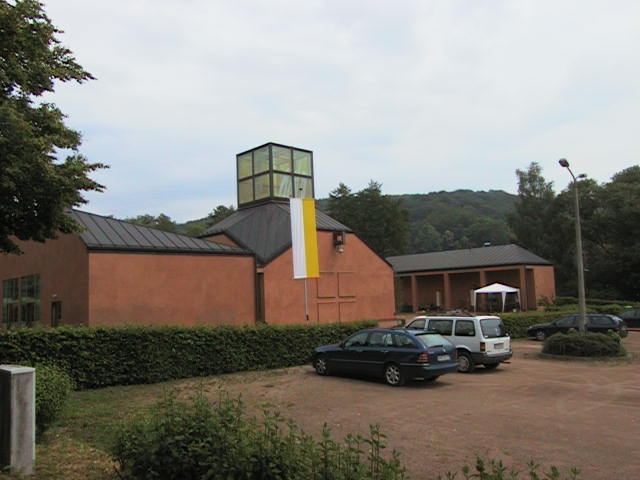
Kath. Kirche St. Kilian

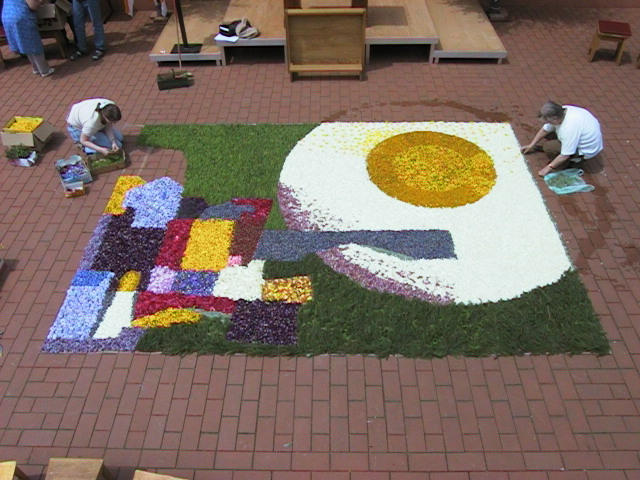
Blumenteppich der kath. Gemeinde St. Kilian, 2002

Die sächsischen Gebiete wurden schon sehr früh reformiert. Im benachbarten Möhra wohnte Martin Luthers Familie bis kurz vor seiner Geburt und oberhalb von Schloss Altenstein befindet sich der Ort der Gefangennahme Luthers, von wo er zur Wartburg gebracht wurde.
Seit der Reformation im 16. Jahrhundert ist das Gebiet um Bad Liebenstein mehrheitlich evangelisch-lutherisch. Die Friedenskirche wurde 1822 neben der Villa Feodora an der Friedensallee gebaut. Eine frühere Kirche, die zwischen den beiden Orten Suerborn und Grumbach stand, war baufällig geworden und wurde abgebrochen. Eine weitere evangelische Kirche steht im Ortsteil Meimers. Diese Gemeinde besitzt allerdings keinen eigenen Pfarrer mehr, hier ist der Pfarrer von Steinbach zuständig.
Erst seit dem Zweiten Weltkrieg existiert durch eine hohe Zahl zugezogener Heimatvertriebener eine kleine römisch-katholische Gemeinde, die sich im ehemaligen katholischen Kurheim Maria Regina eine Kapelle einrichtete. Der Bau eines eigenen Gotteshauses konnte erst im Jahr 2000 mit der Kirche St. Kilian an der Ruhlaer Straße verwirklicht werden. Seit dem Jahr 2008 ist die katholische Gemeinde St. Kilian nach dem Zusammenschluss mit der katholischen Kirchgemeinde in Bad Salzungen nur noch eine Filialgemeinde. Sie teilt sich ihren Pfarrer mit der Pfarrkirche in Bad Salzungen; der Pfarrer wiederum teilt sich die Arbeit mit einem Klinikseelsorger, der für die Rehabilitationskliniken zuständig ist.
Eine seit den 1970er Jahren gepflegte Tradition stellt der von den Mitgliedern der katholischen Gemeinde alljährlich zum Fronleichnamsfest angelegte Blumenteppich dar.

### Einwohnerentwicklung

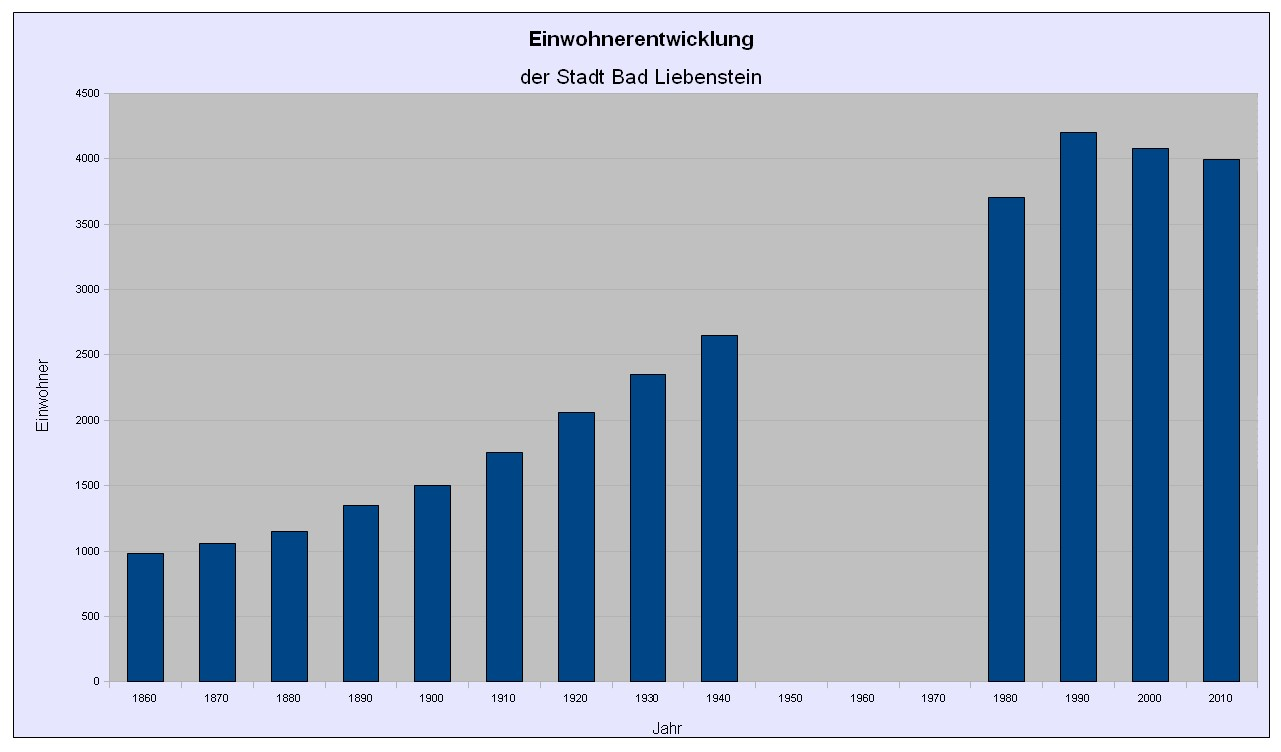
Einwohnerentwicklung ab 1860 ohne Schweina

Die Einwohnerzahl Bad Liebensteins schwankt seit Ende der achtziger Jahre um die 4000 Einwohner.
| Einwohnerentwicklung der Stadt Bad Liebenstein             | Einwohnerentwicklung der Stadt Bad Liebenstein | Einwohnerentwicklung der Stadt Bad Liebenstein | Einwohnerentwicklung der Stadt Bad Liebenstein | Einwohnerentwicklung der Stadt Bad Liebenstein | Einwohnerentwicklung der Stadt Bad Liebenstein | Einwohnerentwicklung der Stadt Bad Liebenstein | Einwohnerentwicklung der Stadt Bad Liebenstein | Einwohnerentwicklung der Stadt Bad Liebenstein | Einwohnerentwicklung der Stadt Bad Liebenstein | Einwohnerentwicklung der Stadt Bad Liebenstein | Einwohnerentwicklung der Stadt Bad Liebenstein |
| Jahr                                                       | Einwohner                                      | Jahr                                           | Einwohner                                      | Jahr                                           | Einwohner                                      | Jahr                                           | Einwohner                                      | Jahr                                           | Einwohner                                      | Jahr                                           | Einwohner                                      |
| ---------------------------------------------------------- | ---------------------------------------------- | ---------------------------------------------- | ---------------------------------------------- | ---------------------------------------------- | ---------------------------------------------- | ---------------------------------------------- | ---------------------------------------------- | ---------------------------------------------- | ---------------------------------------------- | ---------------------------------------------- | ---------------------------------------------- |
| 1648                                                       | 170                                            | 1920                                           | 2060                                           | 1984                                           | 3752                                           | 1997                                           | 4069                                           | 2003                                           | 4124                                           | 2009                                           | 3965                                           |
| 1811                                                       | 535                                            | 1933                                           | 2387                                           | 1989                                           | 4138                                           | 1998                                           | 4077                                           | 2004                                           | 4092                                           | 2010                                           | 3969                                           |
| 1827                                                       | 622                                            | 1938                                           | 2405                                           | 1990                                           | 4198                                           | 1999                                           | 4064                                           | 2005                                           | 4102                                           | 2011                                           | 3971                                           |
| 1844                                                       | 900                                            | 1939                                           | 2625                                           | 1994                                           | 4143                                           | 2000                                           | 4077                                           | 2006                                           | 4076                                           |                                                |                                                |
| 1880                                                       | 1150                                           | 1960                                           | 8087*                                          | 1995                                           | 4165                                           | 2001                                           | 4094                                           | 2007                                           | 4048                                           |                                                |                                                |
| 1900                                                       | 1500                                           | 1970                                           | 8588*                                          | 1996                                           | 4096                                           | 2002                                           | 4153                                           | 2008                                           | 4018                                           |                                                |                                                |
| * nach Zusammenlegung mit Schweina 1923–1924 und 1950–1974 |                                                |                                                |                                                |                                                |                                                |                                                |                                                |                                                |                                                |                                                |                                                |

### Dialekt
Der Liebensteiner Dialekt wird von dem westthüringischen und dem hennebergischen beeinflusst. Eine genaue Grenze kann nicht gezogen werden, da diese beiden Dialekte fließend ineinander übergehen. Eine exakte Sprachgrenze ist im Norden der Thüringer Wald, wobei auf der gegenüberliegenden Seite Zentralthüringisch gesprochen wird. Dort macht sich im Gegensatz zu Bad Liebenstein schon ein leichter, sächsischer Einfluss bemerkbar.
Die Liebensteiner Mundart wird allerdings nur noch von wenigen Einwohnern gepflegt, lediglich das alljährliche Faschingsmotto des Surborner Carnevalclubs wird in der Liebensteiner Mundart formuliert. Beispiele hierfür sind: „Bu me firn is ganz egoal, zur Not sogoar im Hünnerstoal“ (Wo wir feiern ist egal, zur Not sogar im Hühnerstall) oder „Spetzt die Orn ’s schlöt gläich Zwellef!“ (Spitzt die Ohren, es schlägt gleich Zwölf). Ein weiteres Beispiel der Bad Liebensteiner Mundart gibt es auf den Notgeldscheinen der Gemeinde von 1921: „Määi schätze onse Geest sähr hooch, doch Hüts unn Broate höcher nooch. Bääi so enn gute Sonntichsässe tutt me de trurich Ziet vergässe.“ (Wir schätzen unsere Gäste sehr hoch, nur Thüringer Klöße und Braten höher noch. Bei so einem guten Sonntagsessen tut man die traurige Zeit vergessen.)

## Politik

### Stadt- und Verwaltungsgliederung

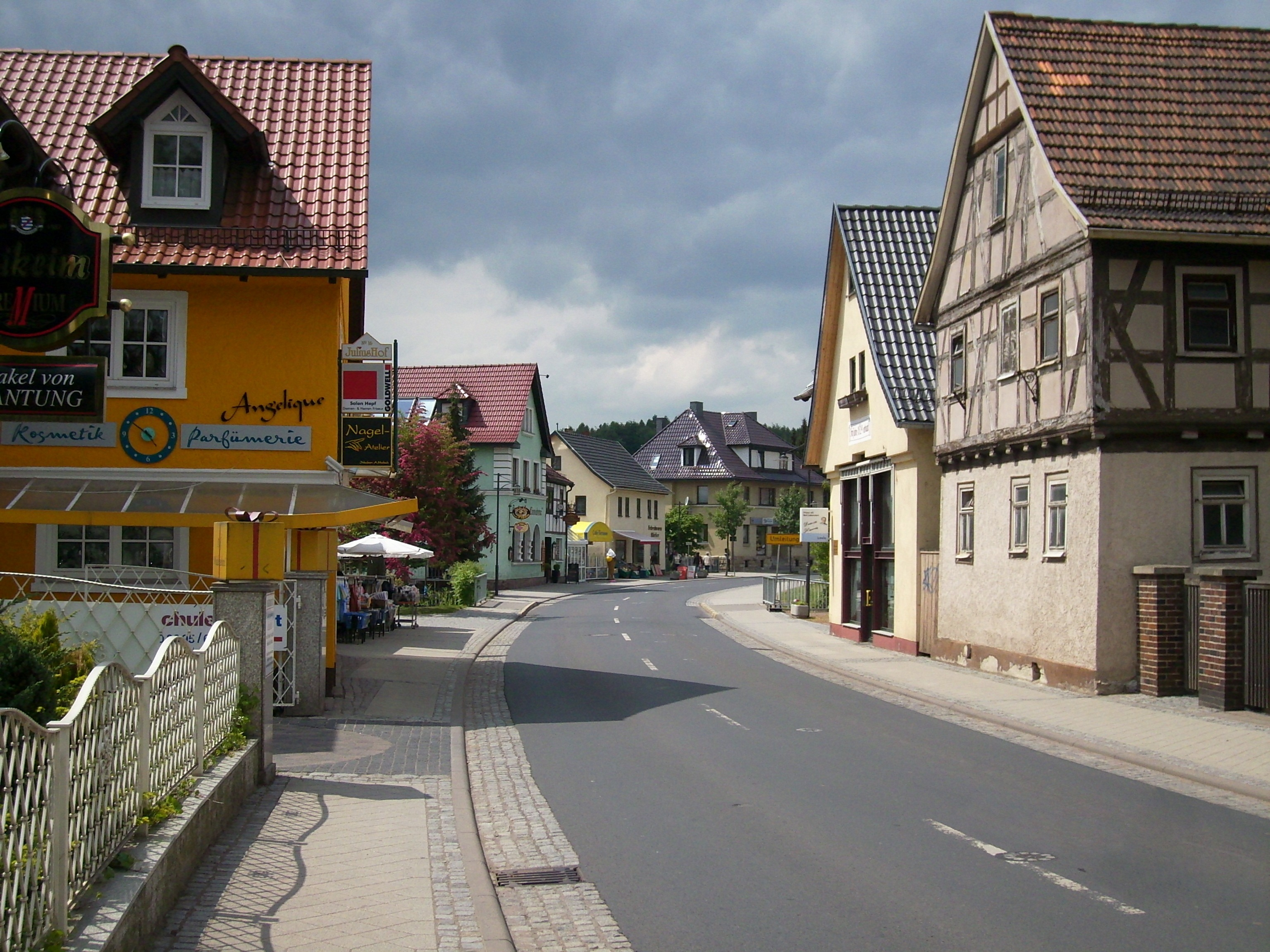
Bad Liebenstein, Grumbach

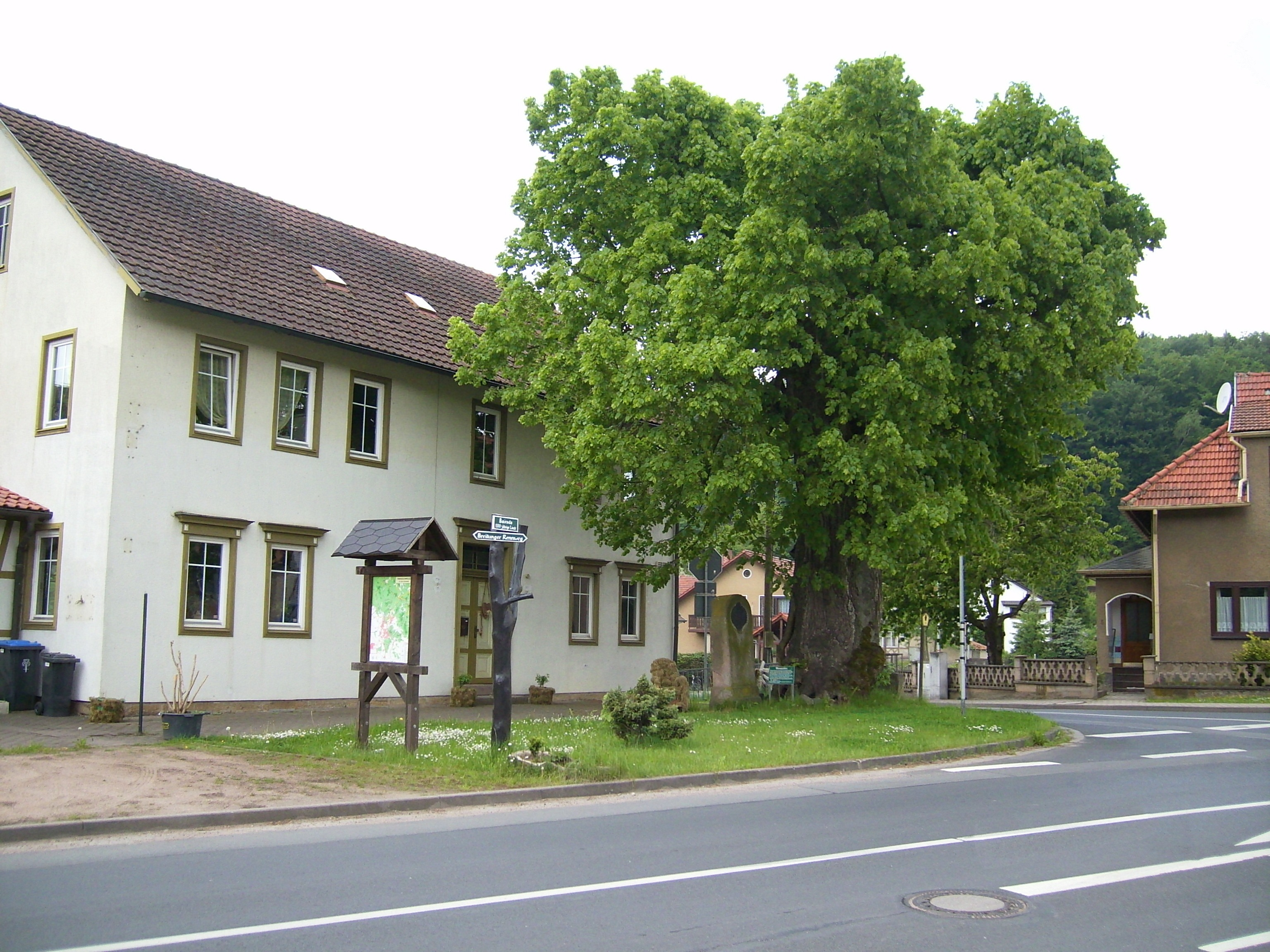
Bairoda mit 1000-jähriger Linde und Grenzadler

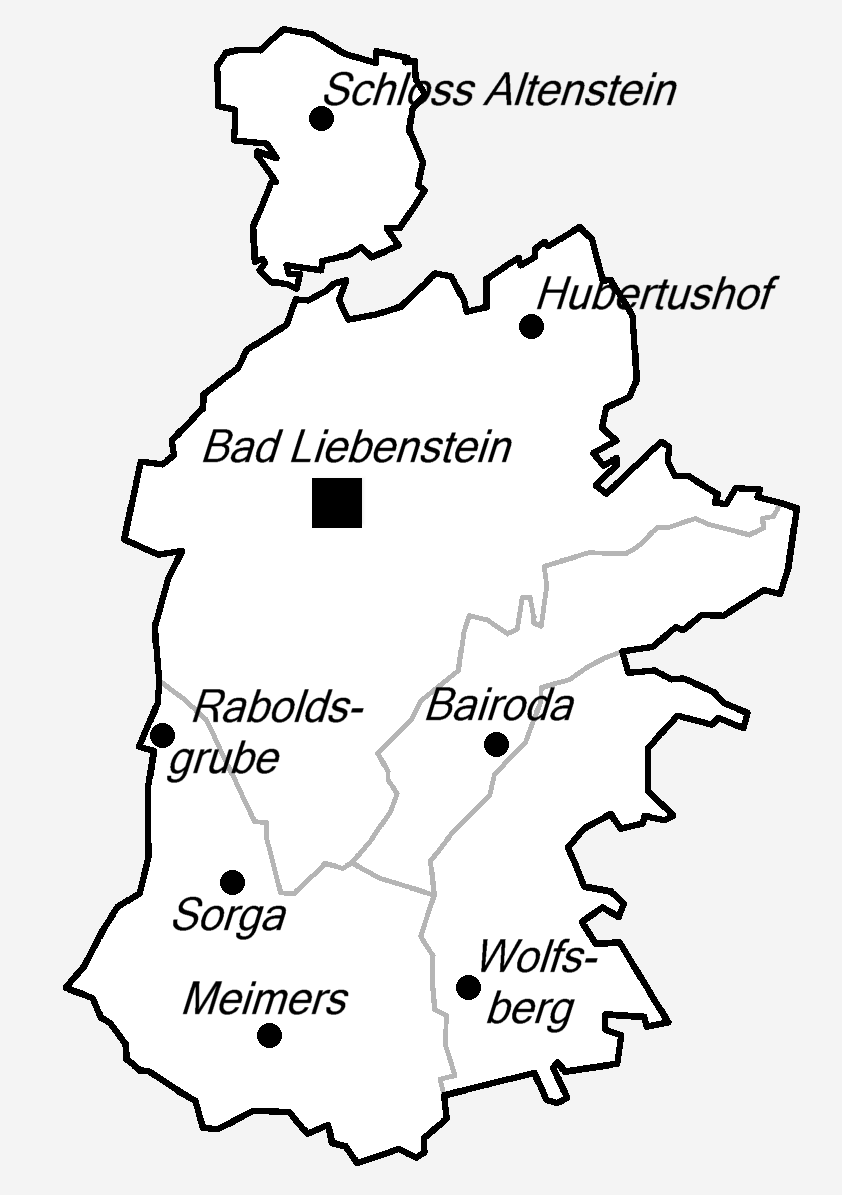
Stadtgliederung 1993 bis 2012

#### Stadtgliederung
Das Amt Liebenstein umfasste die beiden Dörfer Sauerborn (Suerborn, Sauerbrunnen) und Grumbach (Grummich), aus welchen 1801 die Gemeinde hervorging. Ebenfalls zur Stadt gehören die drei Siedlungen Raboldsgrube (auch Heide genannt), Sorga (die ehemalige Domäne) und Wolfsberg. Der ehemalige Stadtteil Bairoda wurde in den 1970er Jahren der Gemeinde Meimers zugeschlagen. Der Stadtteil Schloss Altenstein mit dem Landschaftspark und Schloss (ehemals zu Schweina gehörend) verblieb nach Auflösung der Großgemeinde von 1950 (siehe Abschnitt Eingemeindungen) Anfang der 1970er Jahre bei der Stadt Bad Liebenstein. Seit 1993 gehörten auch die beiden Ortsteile Meimers und Bairoda zur Stadt.

#### Verwaltungsgliederung
Die Gemeinde gehörte zum Landkreis Meiningen im Herzogtum Sachsen-Meiningen, später Land Thüringen, nach der Kreisreform in der DDR 1950 zum Kreis Bad Salzungen im Bezirk Suhl. Als 1990 sich das Land Thüringen neu gründete, folgte 1994 eine weitere Kreisreform, mit der die Stadt zum Wartburgkreis kam.

#### Eingemeindungen
Am 13. August 1993 wurde Meimers mit dem Ortsteil Bairoda eingemeindet.
Schon 1923 gab es eine Zusammenlegung von Schweina, Steinbach und Bad Liebenstein. 1924 war diese Episode beendet. 1950 gab es eine abermalige Fusion mit dem benachbarten Schweina, welches nun Bad Liebenstein II hieß. Auch diesmal hielt die Verbindung nur bis zum 31. März 1974. Allein der Ortsteil Altenstein verblieb bei Bad Liebenstein, obwohl er keine direkte Verbindung zur Stadt hat.
Anfang des neuen Jahrtausends gab es Versuche, ein gemeinsames Altensteiner Oberland zu etablieren. Ein Bürgerentscheid in Schweina lehnte dies auf Grund alter Befindlichkeiten und der angeblich schlechten finanziellen Situation der Stadt Bad Liebenstein im April 2004 ab. Da das Land Thüringen 2011 vorerst letztmals eine Gemeindefusion förderte und ein Zusammenschluss von Schweina und Steinbach zu einer Landgemeinde von der Landesregierung abgelehnt wurde, wurde am 2. November 2011 die Bildung einer Einheitsgemeinde durch die drei Bürgermeister vereinbart und wurde zum 31. Dezember 2012 rechtskräftig.

### Wahlergebnisse
Quelle der Wahlergebnisse für die Stadt Bad Liebenstein ist der Landeswahlleiter Thüringens. Wahlergebnisse ab 2013 befinden sich im Artikel Bad Liebenstein (Gemeinde)#Wahlergebnisse.
| Partei | Stadtrat 1999 1 | Stadtrat 2004 1 | Stadtrat 2009 1 | Kreistag 1999 | Kreistag 2004 | Kreistag 2009 2 | Landtag 1999 3 | Landtag 2004 3 | Landtag 2009 2, 3 | Bundestag 2005 3 | Europa 2009 |
| --- | --------------- | --------------- | --------------- | ------------- | ------------- | --------------- | -------------- | -------------- | ----------------- | ---------------- | ----------- |
| CDU | 14,8 % (3)      | 26,0 % (4)      | 24,8 % (4)      | 33,5 %        | 35,9 %        | 29,5 %          | 47,3 %         | 41,4 %         | 29,1 %            | 22,5 %           | 26,8 %      |
| SPD | 8,8 % (1)       | –               | –               | 28,9 %        | 11,6 %        | 16,5 %          | 21,3 %         | 15,8 %         | 18,1 %            | 32,7 %           | 15,2 %      |
| PDS/Die Linke | 12,7 % (2)      | 18,4 % (3)      | 23,9 % (4)      | 18,7 %        | 26,5 %        | 25,1 %          | 22,2 %         | 27,3 %         | 30,6 %            | 25,8 %           | 26,7 %      |
| Freie Wähler | 53,6 % (9)      | 25,5 % (4)      | 26,3 % (4)      | –             | 14,7 %        | 11,5 %          | –              | 4,8 %          | 3,8 %             | –                | 2,7 %       |
| FDP | 3,8 % (0)       | Liste mit CDU   | Liste mit CDU   | 6,1 %         | 4,8 %         | 5,4 %           | 0,9 %          | 2,5 %          | 5,4 %             | 8,6 %            | 7,4 %       |
| Bündnis 90/Die Grünen | 6,4 % (1)       | –               | –               | 12,9 %        | 6,5 %         | 4,8 %           | 3,3 %          | 4,8 %          | 5,4 %             | 5,2 %            | 7,0 %       |
| Bürgerverein (BVB) | –               | 30,1 % (5)      | 25,0 % (4)      | –             | –             | –               | –              | –              | –                 | –                | –           |
| 1 Sitzverteilung in Klammern. 2 Zur Kreistagswahl 2009 erhielt erstmals die NPD einen relevanten Anteil von 6,6 % sowie zur Landtagswahl 2009 6,7 %. 3 Nach Anzahl der gültigen Zweitstimmen |                 |                 |                 |               |               |                 |                |                |                   |                  |             |

### Stadtrat
| Mitglieder | 4 | 4 | 4 | 4 |

Der letzte vor der Bildung der Einheitsgemeinde gewählte Stadtrat hatte 16 Sitze. Bei den Gemeinderatswahlen 2009 erhielten die vier angetretenen Parteien und Wählervereinigungen jeweils vier Sitze. Die Freien Wähler erhielten zwar die meisten Stimmen, profitieren konnte letztlich nur Die Linke, welche gegenüber der Wahl im Jahr 2004 einen Sitz vom Bürgerverein übernahm.
Ein gemeinsamer Stadtrat für die neue Einheitsgemeinde wurde erstmals am 10. März 2013 gewählt.

### Bürgermeister 1864–2012
- Wilhelm Reum (1864)
- Ferdinand Schwarz (1864–1882)
- Heinrich Konstantin Gonnermann (1882–1883)
- Heinrich Kaiser (1883–1919)
- Friedrich Heinrichs (1919–1925, 1. Amtszeit)
- Hermann Dietrich (1925–1931)
- Friedrich Heinrichs (1932–1945, 2. Amtszeit)
- Karl Eichel (1945–1948)
- Walter Ritzmann (1949)
- Paul Wieseler (1950–1951)
- Heinrich Lux (1951–1957)
- Klara Hotzel (1957–1961)
- Edwin Albrecht (1961–1965)
- Irmgard Schäfer (1965–1988)
- Wolfgang Reich (1988) – kommissarisch
- Gisela Schneider (1988–1990)
- Fritz Eberhard Reich (CDU, 1990–1994)
- Udo Rommel (FDP, 1994–1997)
- Beauftragter Plobner (1998)
- Hans Beck (FW, 1998–2006)
- Elke Engelmann (Liste BVB, 2006–2012)
- Michael Brodführer (Einzelbewerber, September bis Dezember 2012) – ehrenamtlich[24]

Die früheren Bürgermeister von Schweina und Steinbach sind mit Gründung der Einheitsgemeinde zu Ortsteilbürgermeistern geworden.

### Wappen
Das Wappen des Ortsteils Bad Liebenstein: Blasonierung: Schräggeteilt von Weiß über Rot, vorn ein rotes Herz, belegt mit einem weißen Tempelchen, hinten ein aus Kugel, Walze und Würfel bestehendes Gebilde.
Das rote Herz steht für das Herzheilbad mit dem Brunnentempel, der sich an der Stelle der ersten Liebensteiner Heilquelle befindet. Würfel, Walze und Kugel weisen auf das Wirken von Friedrich Fröbel in der Stadt hin. Obwohl das Fröbeldenkmal und die meisten Wirkungsstätten Fröbels seit Anfang der 1970er Jahre wieder zu Schweina gehören, war das 1951 geschaffene Wappen weiter im Gebrauch.

### Städtepartnerschaften
Es bestehen Städtepartnerschaften mit den Städten Melsungen in Hessen und Tréon in Frankreich. Seit 1990 hat der Städtepartnerschaftsverein Bad Liebenstein e. V. sich zum Ziel gesetzt, ein besseres Verständnis der Bürger für Europa zu fördern und die europäische Gemeinschaft mit Leben zu erfüllen. Mindestens einmal jährlich gibt es Treffen von Vertretern beider Städte, meist mit einem Kultur- und Fahrtenprogramm.

## Bauwerke und Sehenswürdigkeiten

### Bauwerke

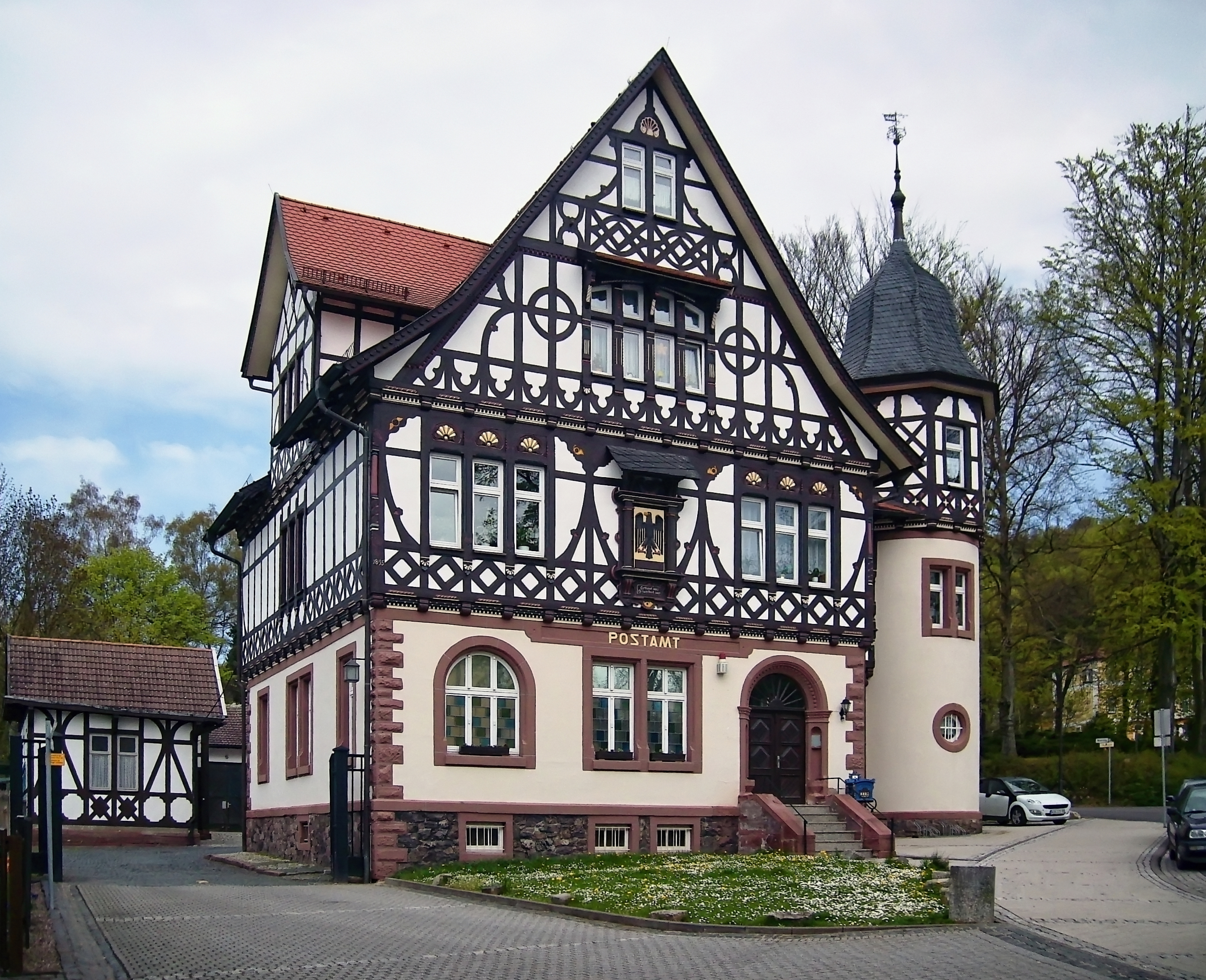
Postamt
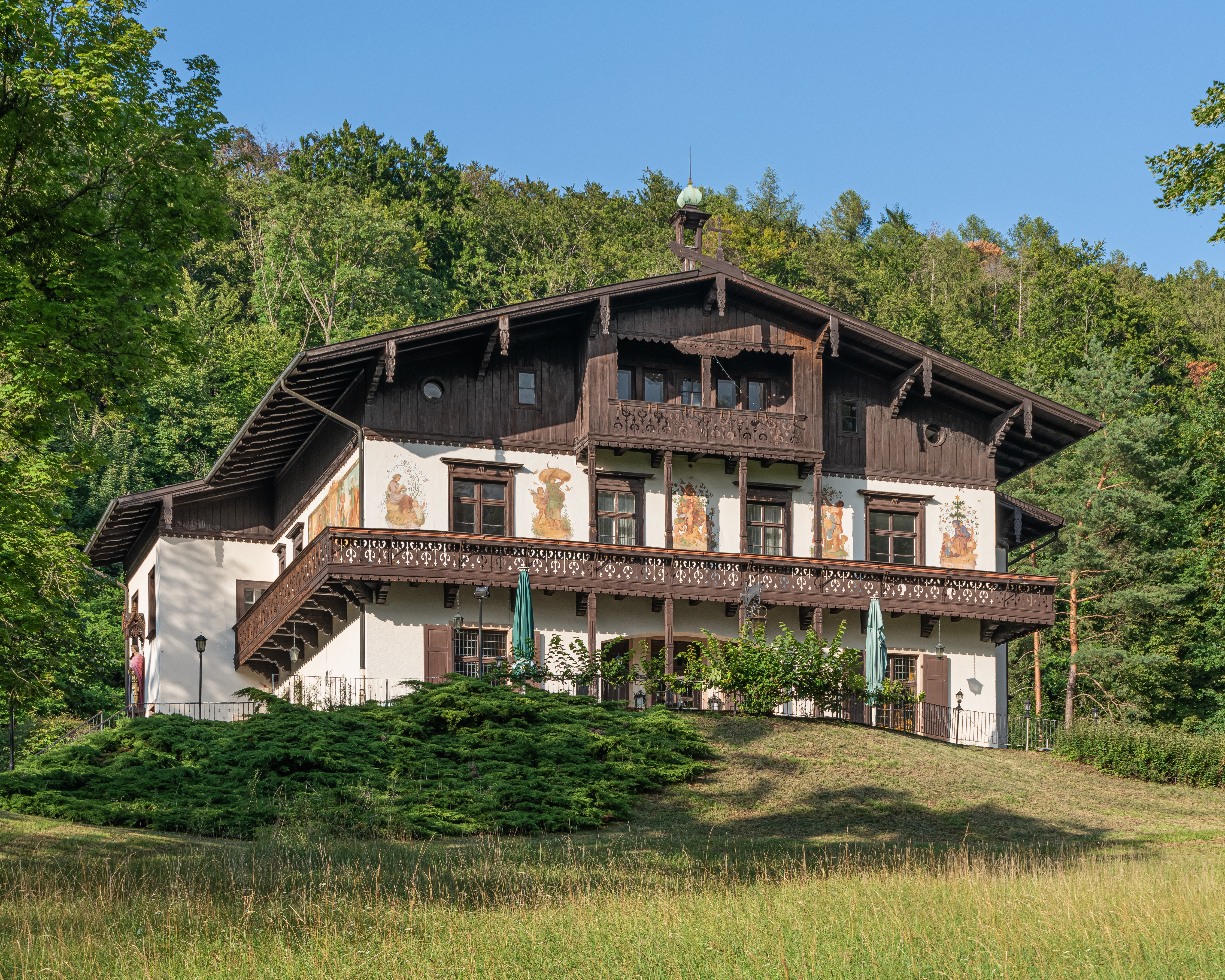
Villa Feodora
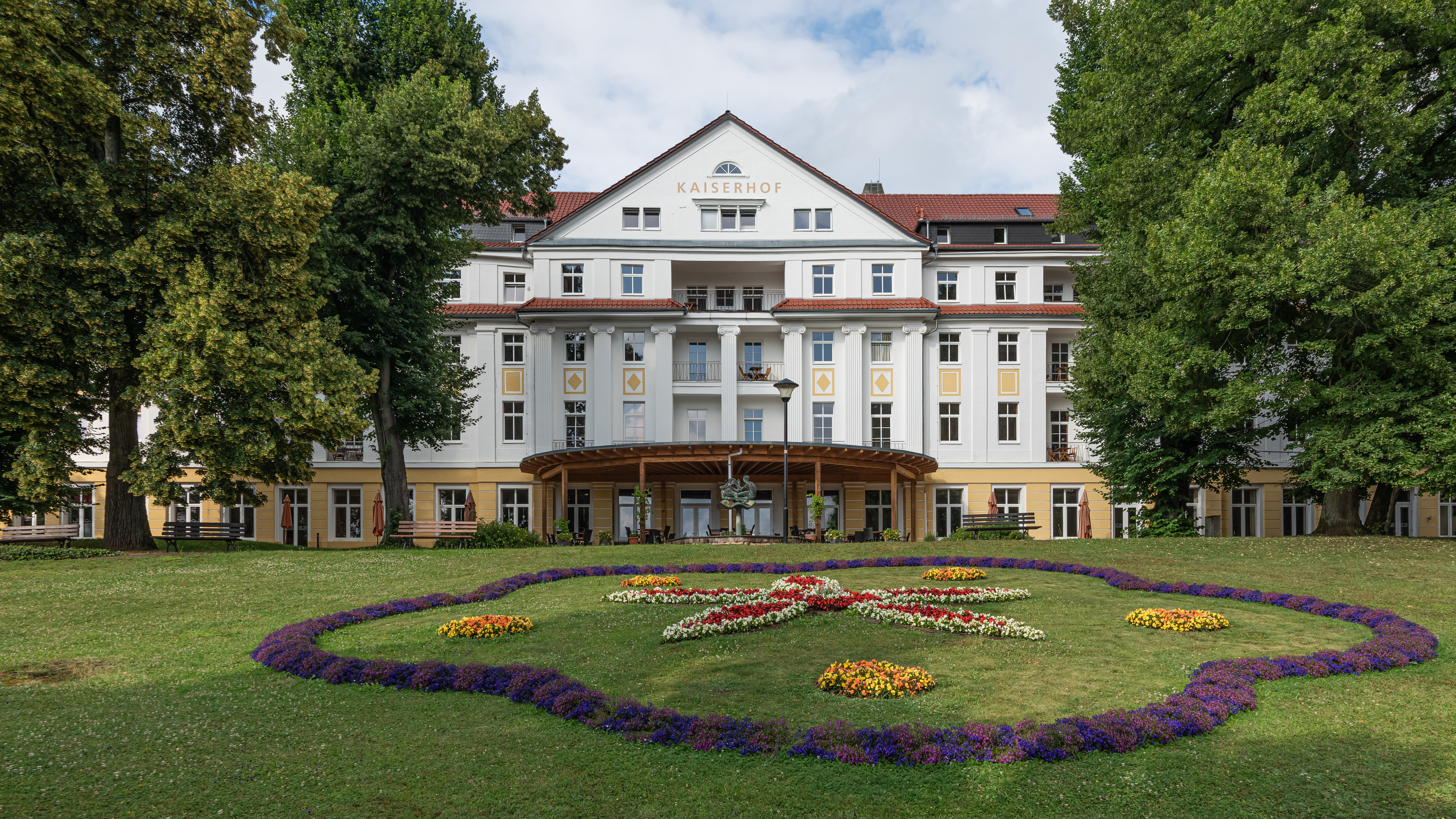
Hotel Kaiserhof
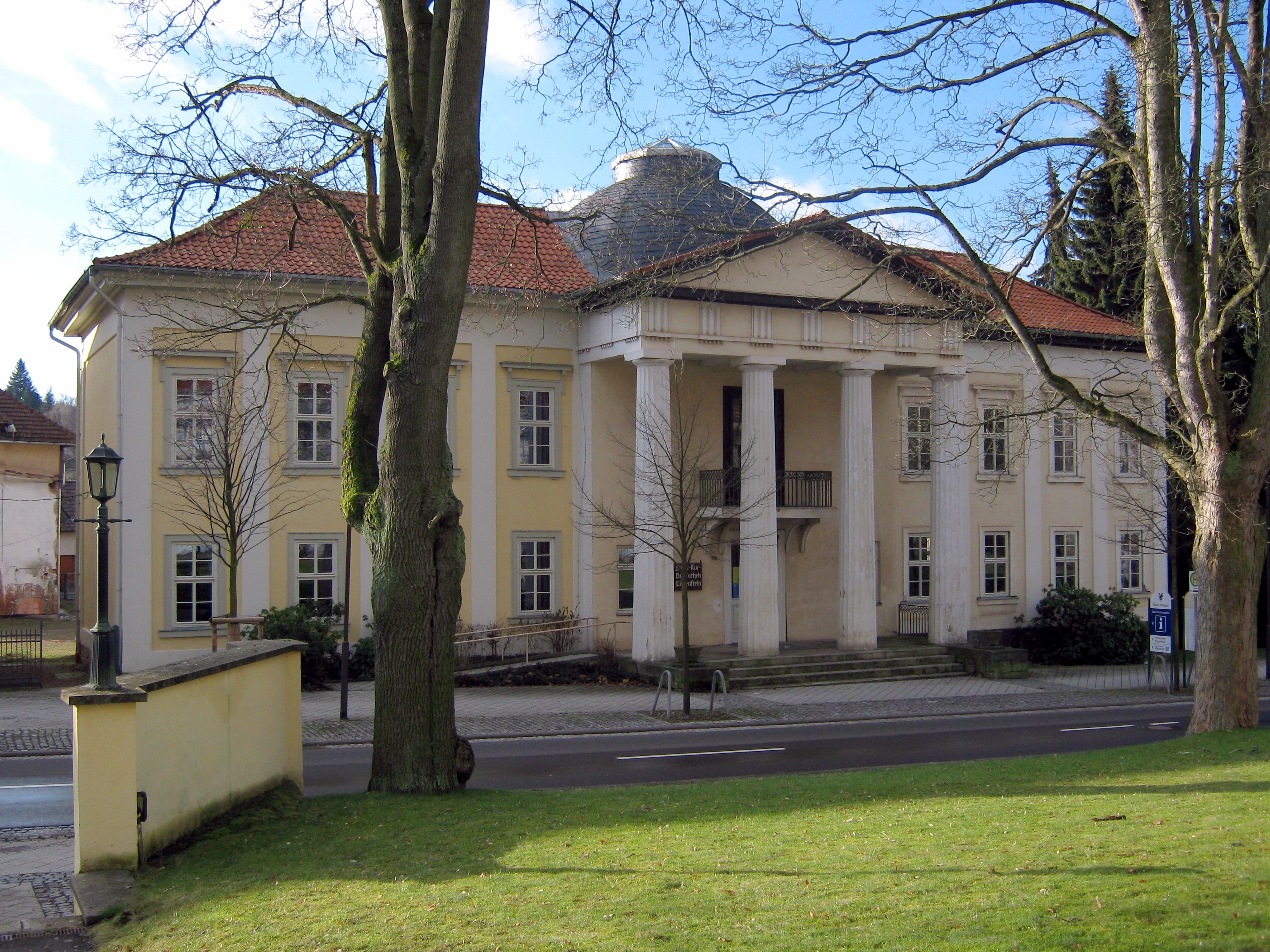
Palais Weimar
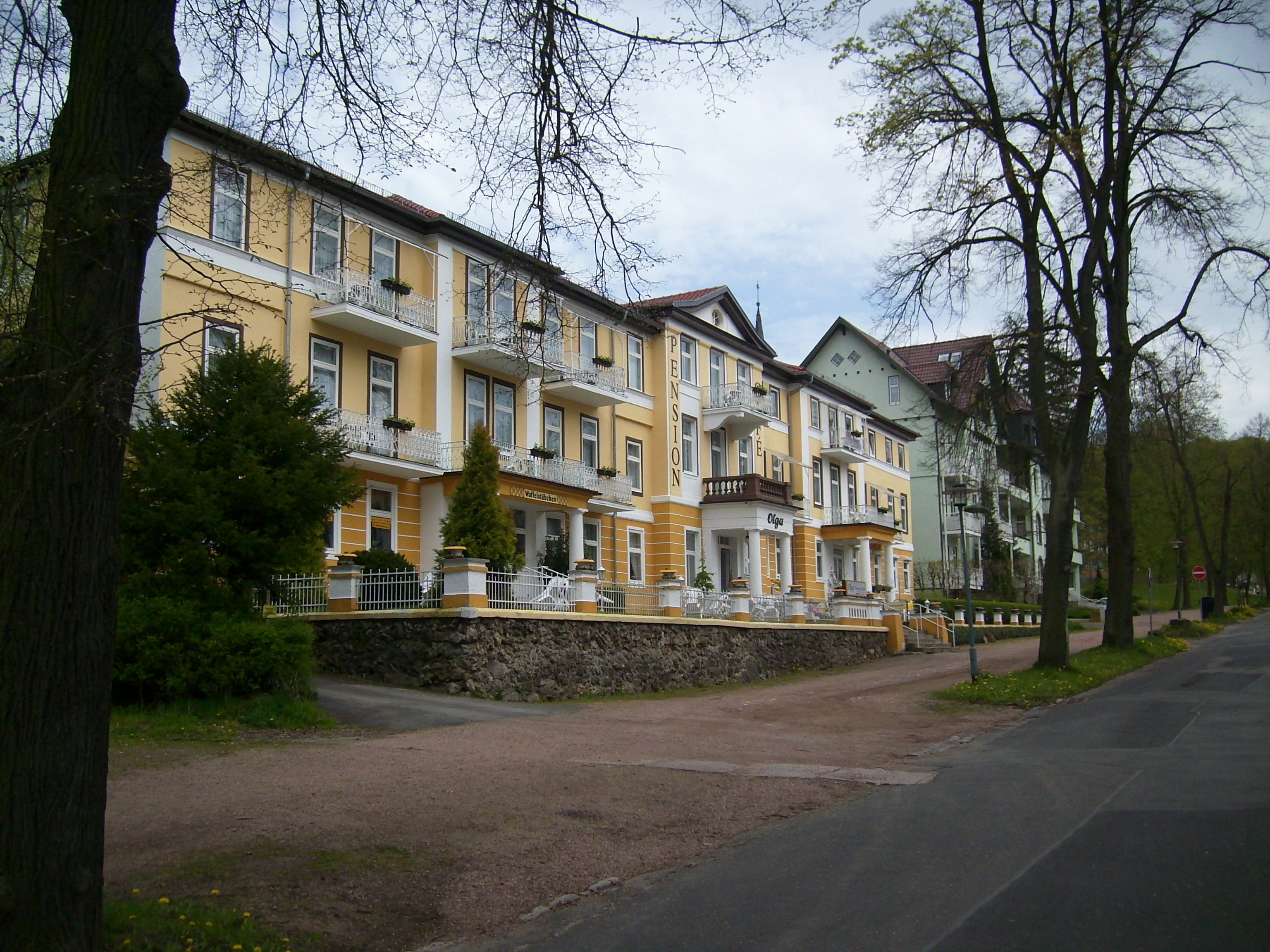
Pension Olga
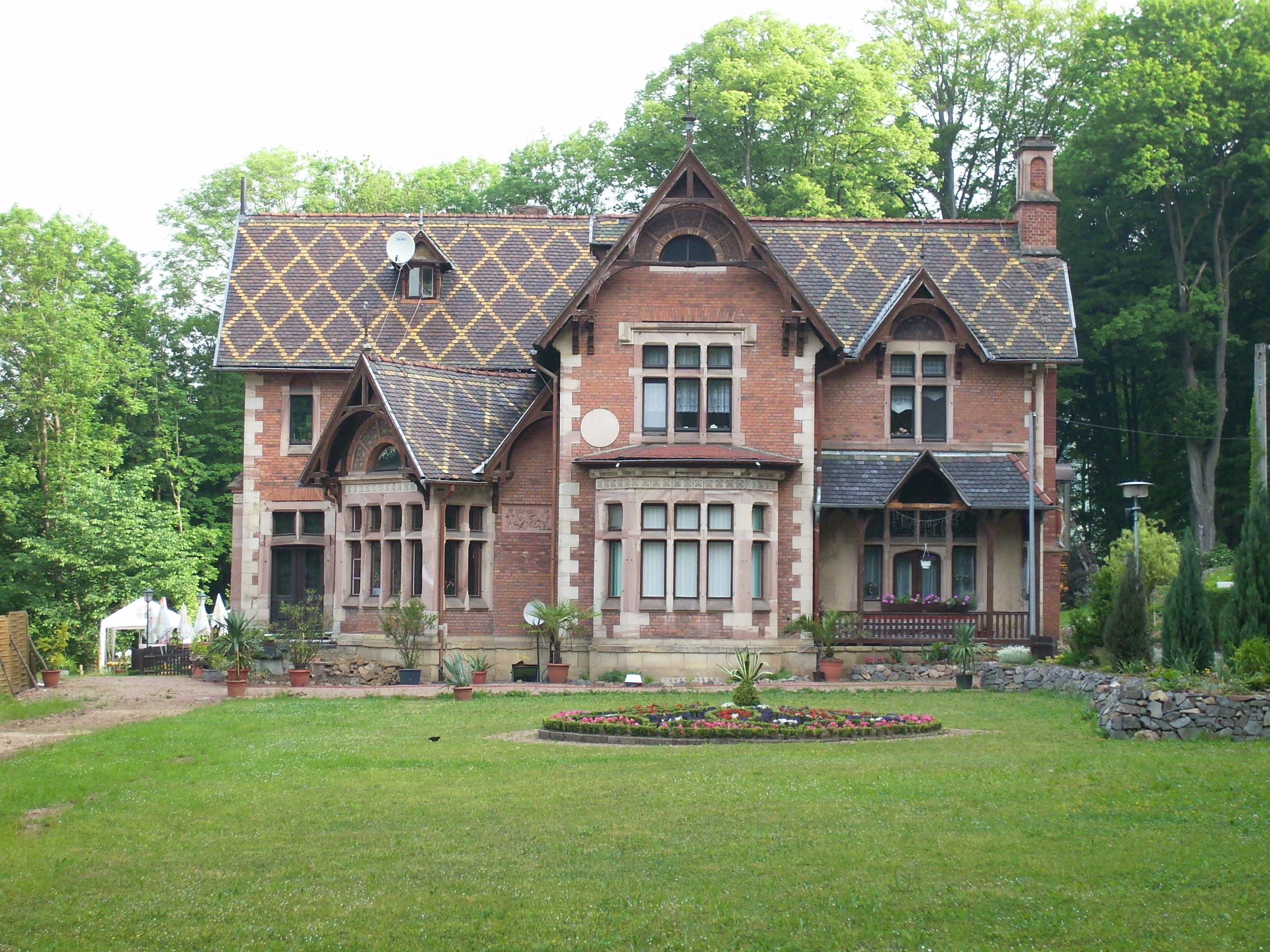
Villa Georg

Oberhalb der Stadt steht seit dem 14. Jahrhundert die Burg Liebenstein. Sie verfällt seit dem 17. Jahrhundert und ist heute nur noch eine Ruine. Hier sind Reste eines gotischen Palas (vor 1360) und Reste einer Wehrmauer vorhanden. In den Grumbachschen Händeln von 1567 wurde die Burg teilweise zerstört. Seit den 1930er Jahren gibt es eine Burggemeinde, die auch den Aussichtsturm schuf. Die Burgruine Liebenstein gehört inzwischen der Stiftung Thüringer Schlösser und Gärten, die zusammen mit den Natur- und Heimatfreunden Bad Liebenstein an der Erhaltung der Ruine arbeitet. Etwas unterhalb befindet sich das Ida-Denkmal. Es wurde im Jahre 1854 durch Herzog Bernhard II. von Sachsen-Meiningen als Zeichen der Dankbarkeit gegenüber seiner älteren Schwester Prinzessin Ida von Sachsen-Meiningen, spätere Herzogin von Sachsen-Weimar-Eisenach, nach deren Tod errichtet. Drei moderne Kurkliniken sind seit 1994 auf den Gebieten der Kardiologie, Orthopädie und Neurologie tätig.
Die Kuranlagen (Kurhaus, Wandelhalle, Theater) mit dem Brunnentempel von 1816 wurden im klassizistischen Stil errichtet. Das Postamt von 1895 im fränkisch-hennebergischen Fachwerkstil wurde im Briefmarken-Jahrgang 1982 der Deutschen Post der DDR auf einer Briefmarke abgebildet. Das Palais Weimar (früher auch Fürstenhaus) entstand um 1805 als klassizistischer Bau mit dorischen Säulen und Kuppelsaal, heute beherbergt es die Stadt- und Kurbibliothek. Ganz in der Nähe befindet sich der Brunnentempel (auch Quellentempel) an der Stelle, wo die erste Liebensteiner Heilquelle sprudelte. Allerdings ist diese Quelle, wie auch einige andere, versiegt. Während die Quelle der Bohrung von 1927 zurzeit nicht genutzt wird, werden die Kureinrichtungen mit der Quelle der Bohrung von 1951 aus über hundert Meter Tiefe versorgt. Die Quelle war als die stärkste kohlensaure Mangan-Eisen-Arsen-Quelle der DDR bekannt. Während früher Arsen in geringen Dosen in der Medizin eingesetzt wurde, wird es heute mittels einer modernen Filteranlage absorbiert.
Etwas außerhalb der Stadt liegt das Schloss Altenstein nach englischem Vorbild, das von 1888 bis 1890 errichtet wurde und Sommerresidenz der Herzöge von Sachsen-Meiningen war. Neben Schloss Altenstein befinden sich in Bad Liebenstein zwei weitere Sommerresidenzen des Meininger Herzoghauses: Villa Georg und Villa Feodora. Die Villa Georg besitzt ein Biberschwanzdach mit Rautenmuster und eine einen Meter große Figur des Heiligen Georg. Die Villa Feodora wurde 1860 nach Plänen von Ludwig Lange im Schweizerstil gebaut, die Lüftlmalereien wurden nach Vorlagen von Ludwig Richter durch die Münchner Gebrüder Spieß ausgeführt.
Der Architekt Walter Gropius, Begründer der Bauhaus-Schule, legte 1924 Pläne für ein Friedrich-Fröbel-Haus am Aschenberg vor. Diese Pläne wurden wegen zögerlicher Haltung der damaligen Gemeinderäte und wegen des Weggangs des Bauhauses aus Weimar im Jahr 1925 nicht ausgeführt. Angesichts des zunehmenden internationalen Interesses an den Lehren Fröbels wurde nach 1990 über die Umsetzung der Pläne Gropius’ als pädagogische Bildungs- und Forschungseinrichtung für Erzieher nachgedacht, was mit dem Bauhausjahr 2019 neuen Aufwind bekam. Jedoch fand sich bis zum jetzigen Zeitpunkt kein Investor zur Verwirklichung dieser Pläne. Am Rande des ehemals geplanten Baugeländes liegt heute die neu angelegte Walter-Gropius-Straße. Auf den Bezug zwischen den Ideen des Bauhauses und den Spielgaben Friedrich Fröbels verweist der US-amerikanische Autor Norman Brosterman in seinem Buch „Inventing Kindergarten“.

### Parks

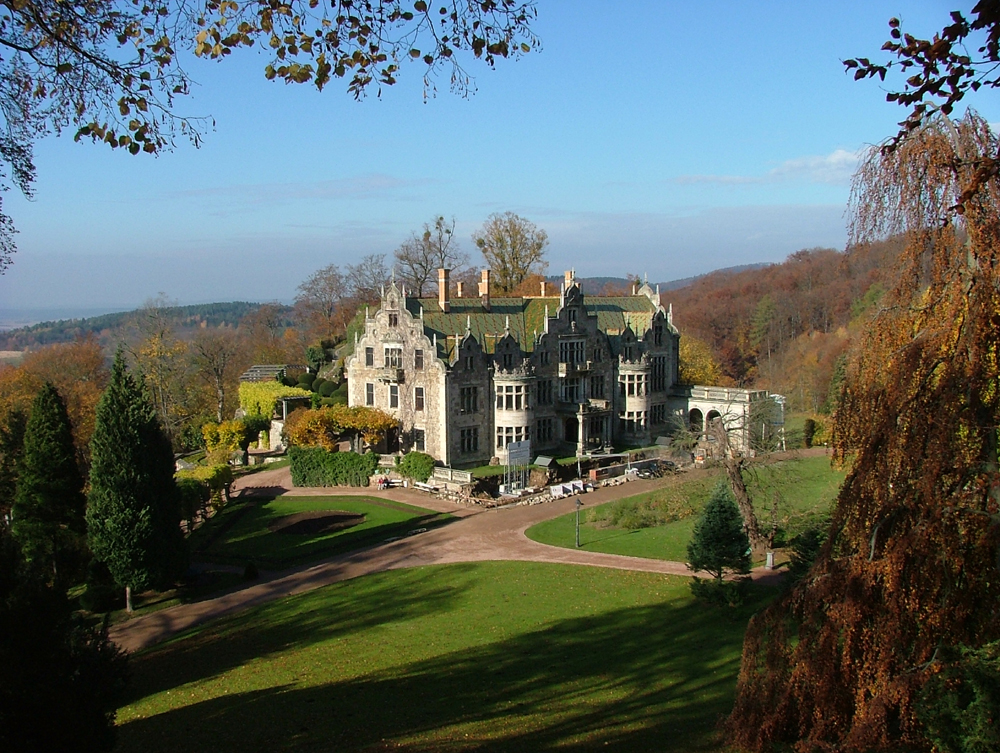
Altensteiner Park, einer der größten deutschen Landschaftsparks
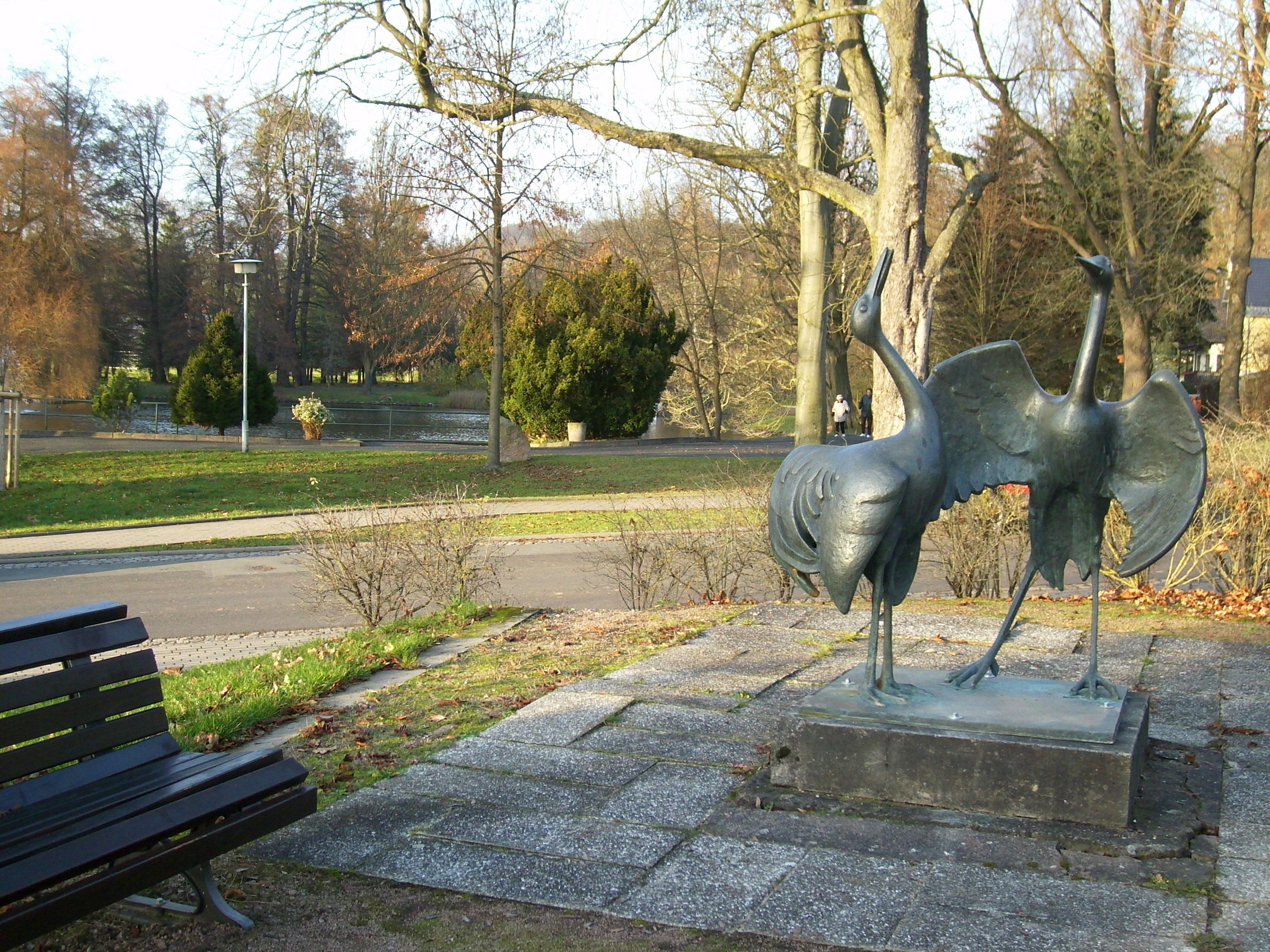
Detail am Elisabethpark
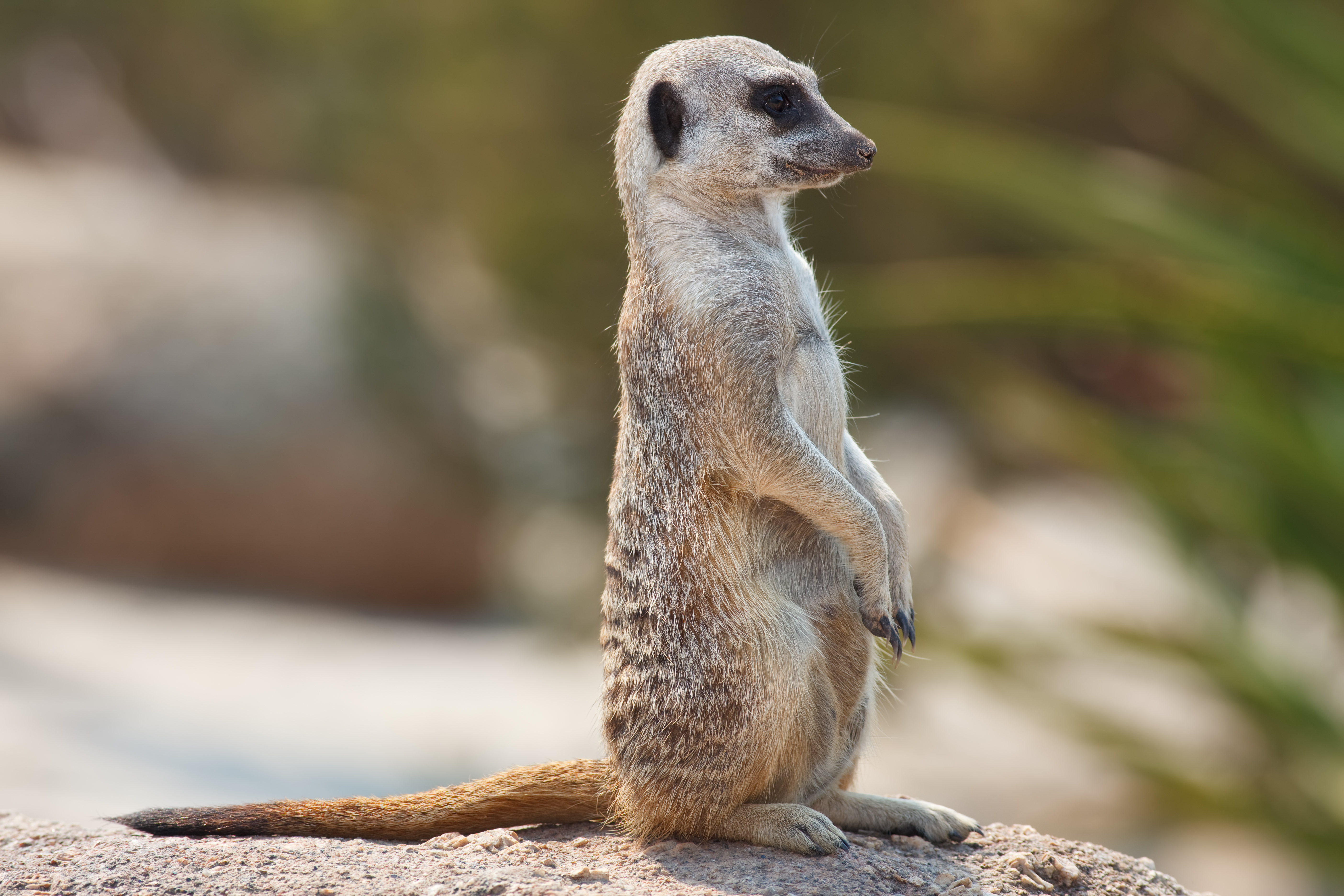
Erdmännchen im Tierpark
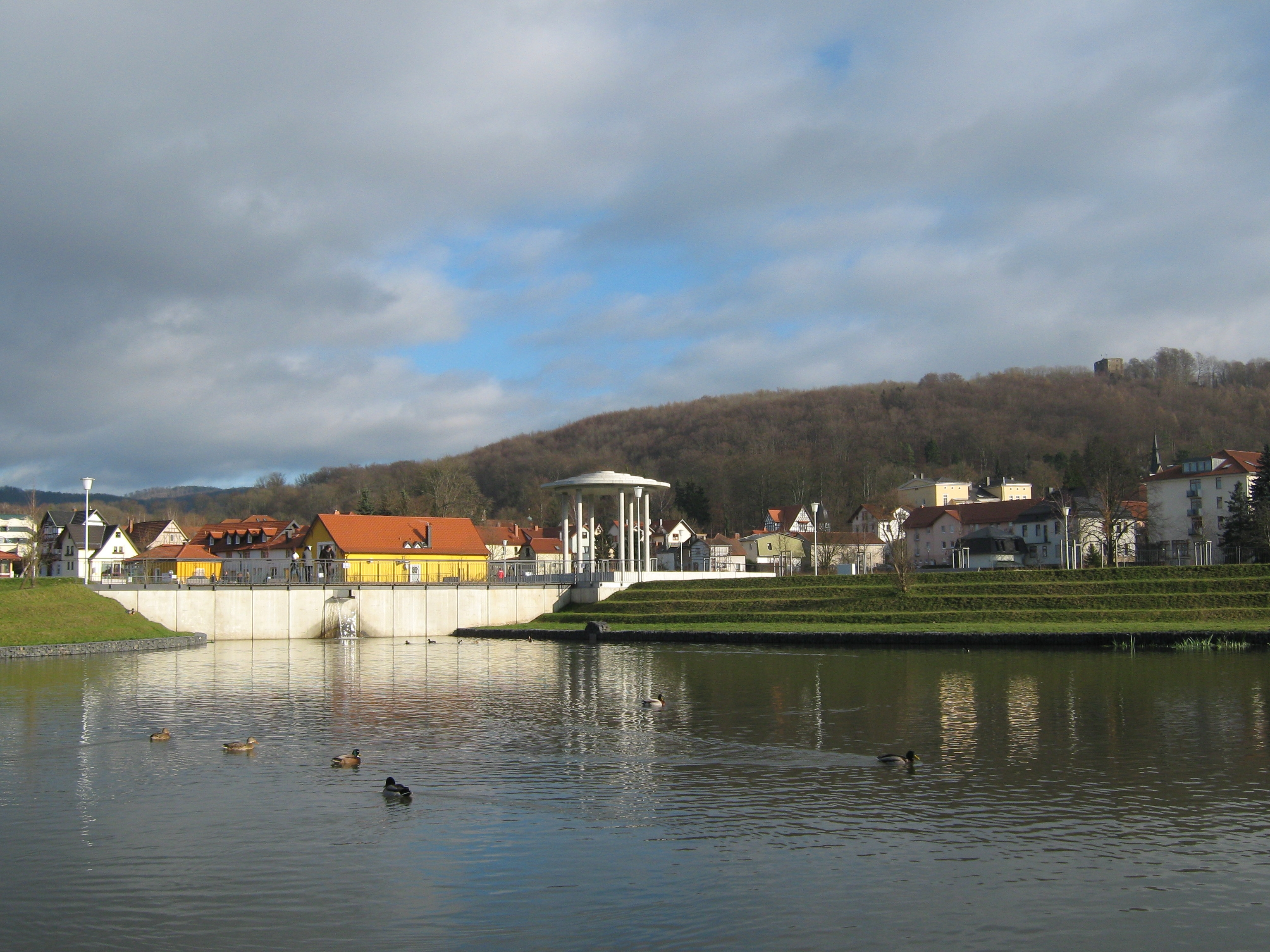
Der neue Stadtpark an der Grumbachaue

Im Zentrum der Stadt befindet sich der Elisabethpark, der mit mehreren Teichen Anfang des 20. Jahrhunderts von den Besitzern des Bades angelegt wurde. In den 1970er Jahren wurden ein Damwildgehege und eine Voliere angelegt. Nach der Wende in der DDR wurde beides wieder aufgegeben. Etwas oberhalb vom Elisabethpark entstand 1996 durch private Initiative der Tierpark Bad Liebenstein auf dem Gelände einer ehemaligen Streuobstwiese. Während am Anfang heimische Tiere wie Ziegen, Rehe und Eichhörnchen im Vordergrund standen, setzt der gemeinnützige Tierparkverein, der auch Mitglied der Deutschen Tierparkgesellschaft ist, nun auch auf exotischere Tiere wie Erdmännchen, Stachelschweine oder Leguane. Unabhängig davon befindet sich die Vogellehrschau des NABU neben dem Eingang des Tierparks.
Der Kurpark wird durch die Gebäude von Kaiserhof, Theater und Villa Feodora begrenzt und geht nördlich in die Waldlandschaft des Burgberges über. Im Stillen Tal auf halbem Weg in Richtung Meimers kann geangelt werden.
Der neue Stadtpark an der Grumbachaue wurde am 16. Mai 2009 gemeinsam mit dem neuen Kur(mittel)haus zur Nutzung übergeben. Er entstand auf dem Gelände des ehemaligen Leuchtstoffwerkes. Er liegt zentral in einer kurzen Entfernung zu den drei Reha-Kliniken.

### Naturdenkmäler
Das Naturschutzgebiet Hohe Klinge – Dorngehege befindet sich östlich der Ortslage und nimmt eine Gesamtfläche von 90,18 Hektar ein. Es wurde erstmals am 23. März 1961 ausgewiesen.
Im Naturdenkmal Altensteiner Zechsteinriff blieben bei sonst vorherrschenden Gneisen und Graniten sowie Sandstein ein paar Felsen stehen. So konnten die Altensteiner Höhle, das Felsentheater sowie eine nur zeitweise aktive Quelle, das Getränksloch, entstehen. Im Park Altenstein sind auch die seltenen Mammutbäume und Ginkgos zu finden.
An verschiedenen geologischen Aufschlüssen am Haderkopf, im Korällchen oder am Eselssprung bekommt man einen Einblick in die Vielfalt der Erdgeschichte.

## Kunst und Kultur

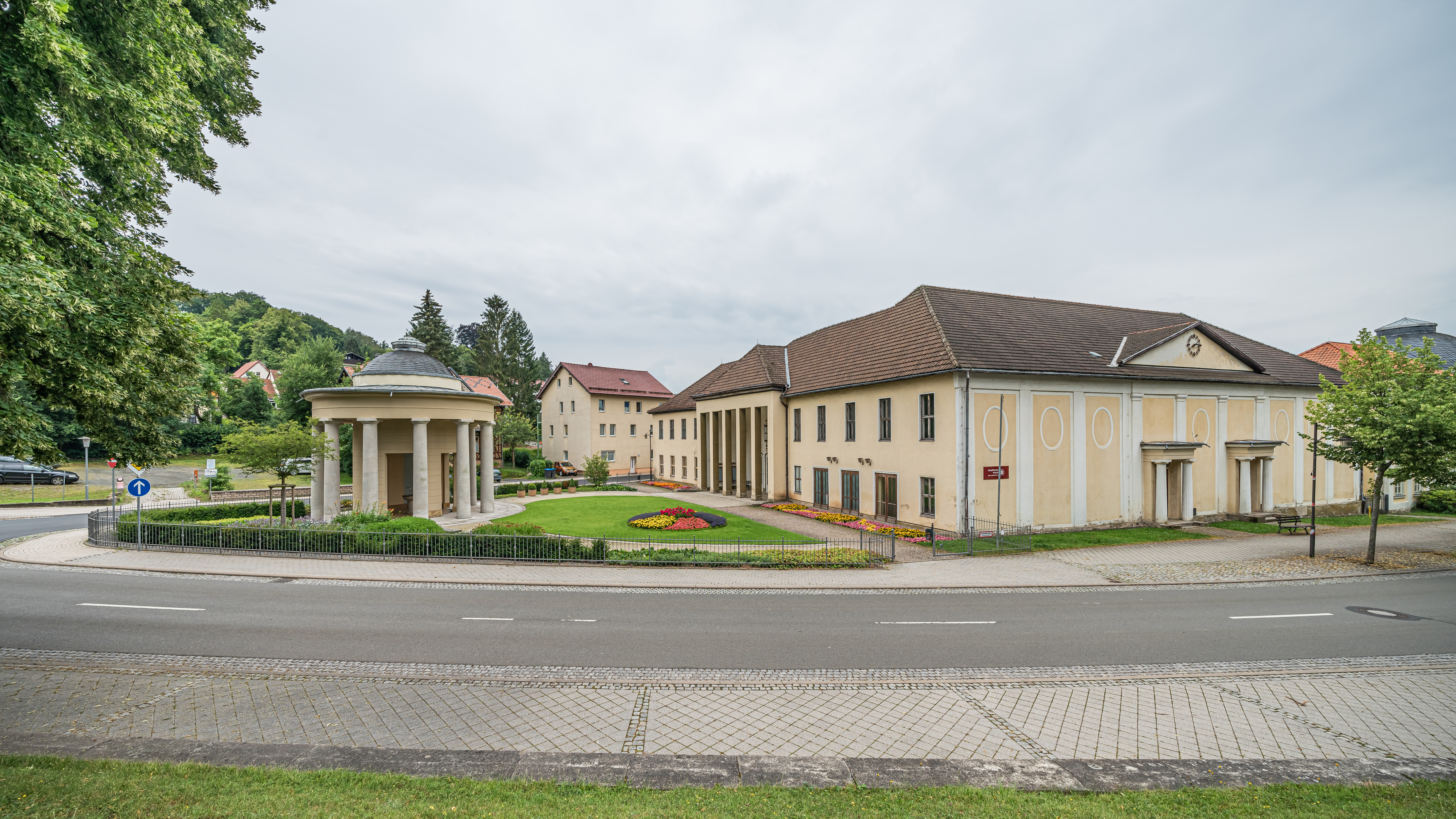
Theater mit Brunnentempel

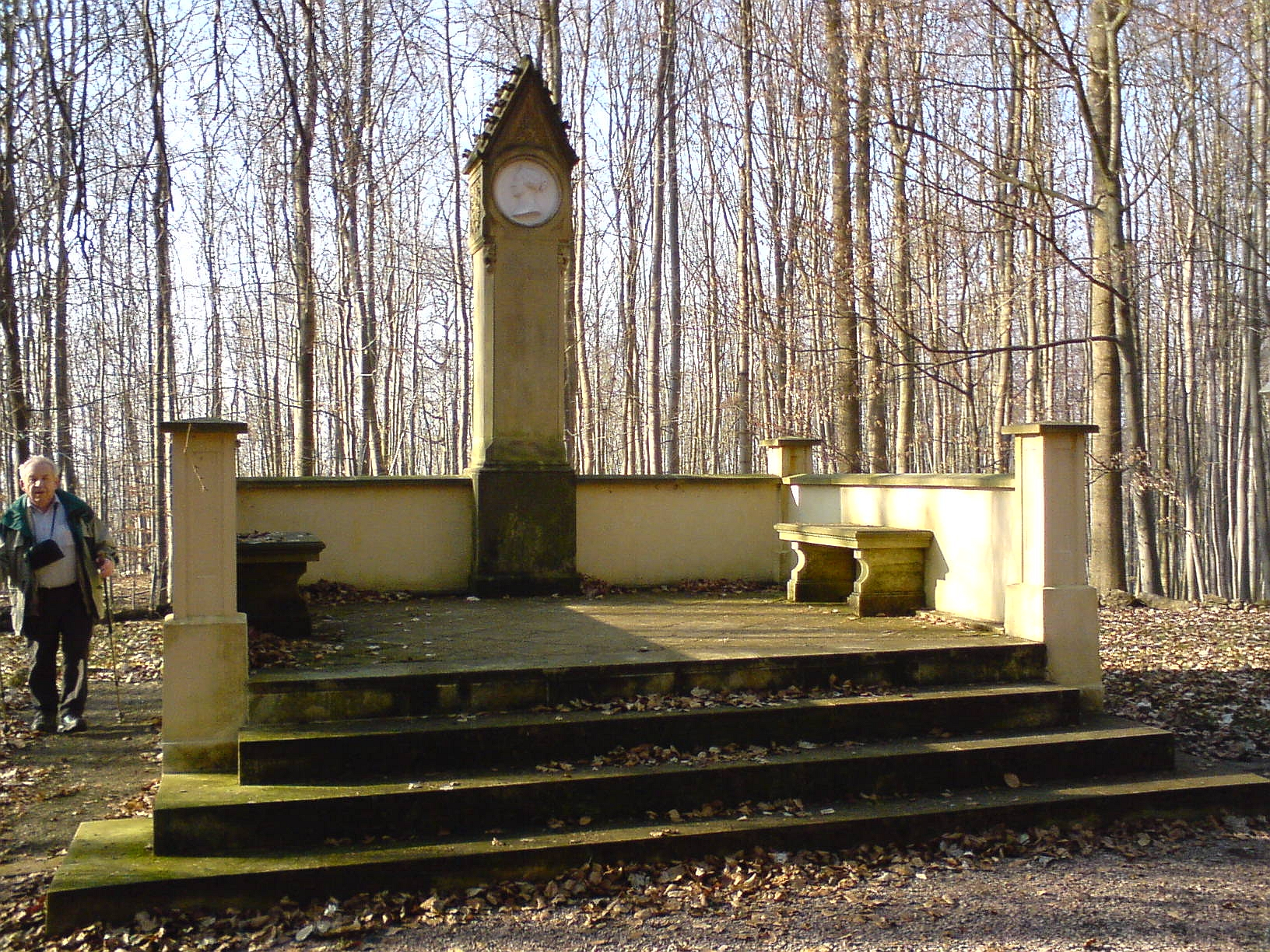
Ida-Denkmal am Burgberg

### Kurtheater
Seit dem Jahr 1800 besteht das Kurtheater in Bad Liebenstein. Ende der 1990er Jahre kam der Spielbetrieb vollständig zum Erliegen. Seit der verspäteten 200-Jahr-Feier 2004 wird das Haus, von einem Förderverein geführt, wieder regelmäßig bespielt. Das Kurtheater hat 336 Sitzplätze (+ 8 Rollstuhlplätze) im Parkett und im Rang. Im Foyer finden ca. 100 Personen Platz. 2017 erfolgte die Rückbenennung auf den historischen Namen Comödienhaus Bad Liebenstein.

### Bibliothek
Seit Anfang der 1970er Jahre befindet sich die gemeinsame Stadt- und Kurbibliothek im „Palais Weimar“. Die hauptamtlich geleitete Bibliothek betreut zusätzlich zwei Außenstellen in der Grundschule und in der M&I-Fachklinik.

### Freilichtbühne
Am Ende des Kurzentrums hinter dem Kurhotel Kaiserhof befindet sich im sogenannten Erdfall eine Freilichtbühne, die in den 1950er Jahren als sogenanntes Nationales Aufbauwerk entstand. Nachdem die Bühne später ungenutzt verfallen war, entstand dort durch die Kurverwaltung ein Kneippsches Wassertretbecken mit Fußreflexzonenpfad. Gleich daneben wurde eine Konzertmuschel errichtet, die für Kurkonzerte genutzt wird. Eine weitere Naturbühne ist das Felsentheater im Wald an der Steinbach zugewandten Seite des Burgberges, das im 19. Jahrhundert zur Aufführung von Lustspielen genutzt wurde.

### Kino
Hinter der Freilichtbühne gab es ein Kino, das über eine lange Treppe von der Herzog-Georg-Straße in der Nähe des Brunnentempels zu erreichen war. Es hatte einen klassischen Kinosaal mit einer Galerie. Es wurde um 1995 abgerissen, heute befindet sich dort ein Anbau der Pension Felsenkeller. Seit der Wiedereröffnung des Hotels Kaiserhof 2006 finden dort Filmvorführungen statt.

### Museen
In der Inselbergstraße befindet sich seit Mitte der 1990er Jahre das Schaubergwerk „Am Aschenberg“, welches um und in einem alten Bierkeller herum entstand. Eine alte Bergwerksbahn (600-mm-Spur), Förderwagen und Bergbaugeräte aus dem Schacht in Steinbach informieren über die Bergbaugeschichte der Region. Ein Biergarten mit LGB-Anlage laden zum Verweilen ein.
Ein sehr kleines Bademuseum in der Wandelhalle zeigt Fundstücke und Gegenstände aus der Geschichte des Bades.

### Musik
Die musikalischen Traditionen in Bad Liebenstein gehen bis in die Zeit um 1800 zurück, als Herzog Georg I. von Sachsen-Meiningen den Ort erwarb und den Kurbetrieb übernahm. Der Meininger Hofklarinettist Carl Andreas Göpfert war für die Bademusik zuständig, komponierte hierfür zahlreiche Harmoniemusiken und arrangierte Werke bekannter und seinerzeit beliebter Komponisten um. Seine Bearbeitungen haben sich in zahlreichen Archiven weltweit erhalten. In Meiningen lagert zudem eine Sammlung von Harmoniemusik aus der Mitte des 19. Jahrhunderts, die bis in die 1880er-Jahre hinein in Bad Liebenstein zur täglichen Bademusik gebraucht wurde.
Der Meininger Naturforscher und Leiter der Lehranstalt für Forst- und Jagdkunde in Dreißigacker, Johann Matthäus Bechstein, veröffentlichte im Jahr 1802 die Liedersammlung Lieder zur Erhöhung gesellschaftlicher Freuden vorzüglich im Bade zu Liebenstein, allerdings ohne Noten oder Angaben von Melodien.
Zahlreiche Musiker und Komponisten haben Bad Liebenstein im Laufe der Jahrzehnte und Jahrhunderte besucht, darunter Clara Wieck, die 1840 hier konzertierte, Carl Loewe, der 1846 auf Schloss Altenstein vor der englischen Königinmutter Adelheid seine neuesten Balladen vortrug, Anton Rubinstein, der 1869 ein Konzert gab, sowie Hans von Bülow, Johannes Brahms und Max Reger. Der Komponist Günter Kochan weilte im Jahr 1954 in Bad Liebenstein zur Kur und vollendete hier sein Klaviertrio op. 4.
In der zweiten Hälfte des 19. Jahrhunderts gab es sogar ein Streichquartett, das den Namen Liebensteiner Burgquartett trug und in dem Christian Mühlfeld, Bruder des Klarinettisten Richard Mühlfeld, mitwirkte.
Die Meininger Hofkapelle begleitete im Comödienhaus Opern- und Operettenaufführungen. Die Meininger Hofhautboisten waren für die Bademusik zuständig.
1857 wurde der Männergesangsverein Sängerkranz gegründet. In den 1970er Jahren wurde von Mitgliedern des Vereins das Doppelquartett (das eigentlich aus neun Sängern besteht) ins Leben gerufen. Dieses hatte schon mehrere Auftritte in Funk und Fernsehen und startete auch eine kleine Amerika-Tournee. Etwa ebenso alt wie das Doppelquartett ist der Frauen-Singkreis, welcher oft unter dem Namen Die Alten von der Burg auftritt.
Seit dem 20. Jahrhundert besaß Bad Liebenstein ein eigenes Kurorchester. Nach der politischen Wende zerfiel das Orchester jedoch aus finanziellen Gründen, seitdem hatte eine kleine Gruppe von Musikern nur noch wenige Auftritte im Monat. Die musikalische Tradition versuchen die Eigentümer der Villa Georg (die sich selbst Café und Kulturinsel nennt) zu beleben. Dort gibt es regelmäßig Veranstaltungen der Liveband Little Birdland, des Orchesters Reflection und des Kunst- und Kulturvereins.

### Sport
Der größte Sportverein der Stadt ist der SV Medizin Bad Liebenstein. Der Verein untergliedert sich in die Abteilungen Judo, Volleyball, Tennis, Tischtennis und Rehabilitationssport. Zudem sind in Bad Liebenstein Schützen aktiv.
Sportlicher Höhepunkt ist das alljährlich am letzten Wochenende vor den Thüringer Sommerferien stattfindende Otto-Scharfenberg-Gedenkturnier der Abteilung Volleyball der SV Medizin Bad Liebenstein für Aktive und Nichtaktive.

### Motorsport
Seit 1973 wird das Glasbachrennen auf der kurvenreichen Teilstrecke der L 1027 zum Rennsteig hinauf ausgetragen.
Bis 1990 fand die Motorsportveranstaltung als gemischtes Bergrennen unter dem Dach des ADMV statt. Nach dem Rennen im Jahr 1991 wurde die Veranstaltung unter der Schirmherrschaft des ADAC, aufgrund fehlender Sicherheitseinrichtungen eingestellt. 2011 wurde diese Tradition nach umfangreichen Modernisierungsarbeiten durch die Rennsportgemeinschaft Altensteiner Oberland e. V. im ADAC, erstmals vom 2.–4. September, auf einem ersten Teilabschnitt der ursprünglichen Rennstrecke wiederbelebt und soll fortan wieder alljährlich stattfinden.

## Wirtschaft und Infrastruktur
Wichtigster Wirtschaftsfaktor in der Stadt ist der Tourismus sowie die Rehabilitation in den drei Kliniken. So wurden laut Thüringer Landesamt für Statistik im Jahr 2022 für Bad Liebenstein 290.389 Übernachtungen gezählt.
2016  lag die Stadt noch mit 342.000 Übernachtungen an fünfter Stelle bei Thüringens Tourismuszielen. Inzwischen ist die Stadt aufgrund sinkender Übernachtungszahlen auf Platz 7 abgerutscht.

### Medizinische Einrichtungen

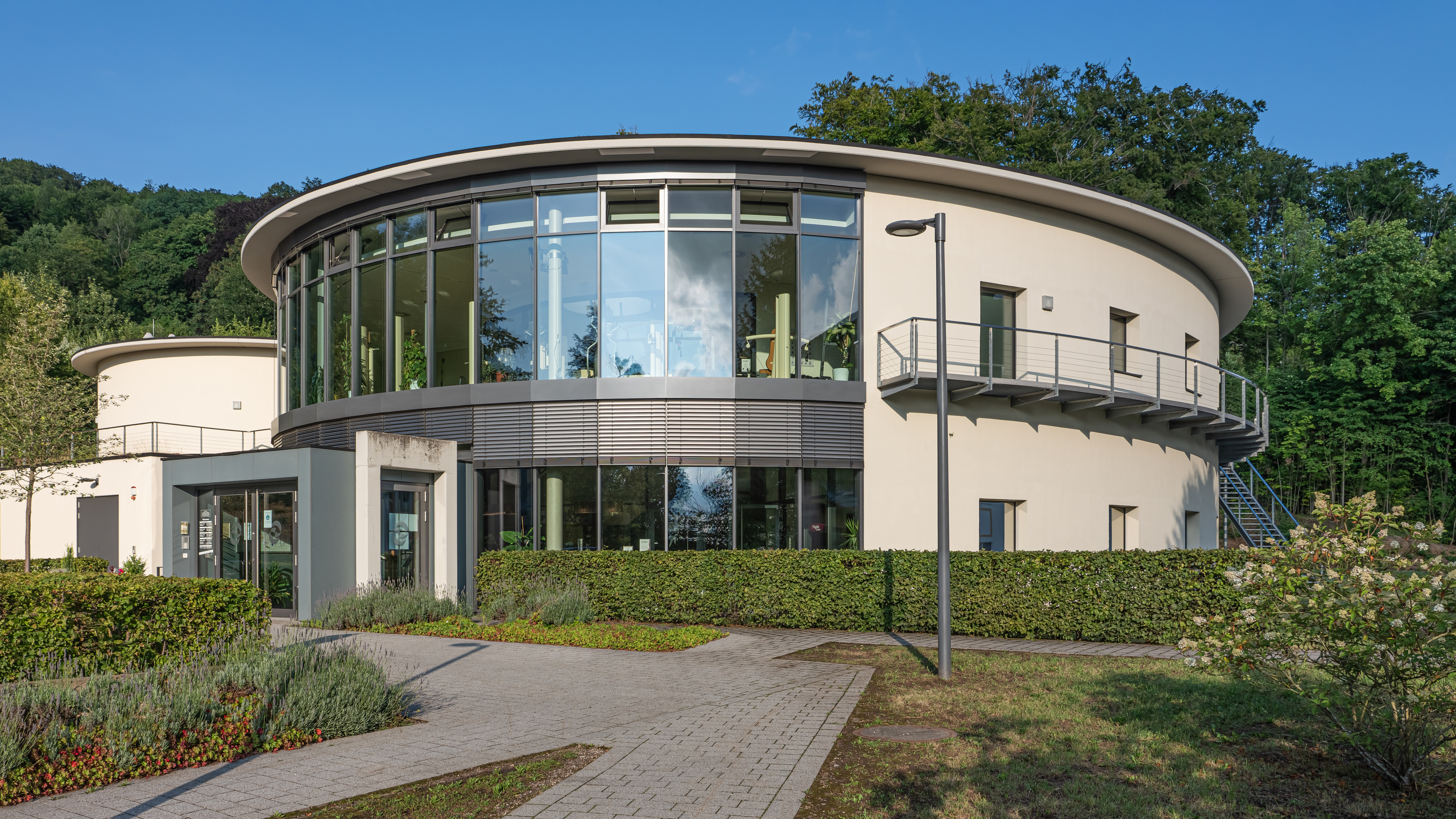
Neubau des Kurhauses von 2009 (2020)

Es gab einst drei Krankenhäuser: Haus II an der Bahnhofstraße, als Landes-Augenheilanstalt mit Stiftungsmitteln der Herzogin Charlotte von Sachsen-Meiningen und anderen Spenden errichtet und unter Leitung von Maximilian Graf von Wiser betrieben, dessen Nachfolge Dr. med. Koch übernahm. Es gehörte zu den weltweit führenden Einrichtungen der Augenheilkunde. Im Zweiten Weltkrieg war das Haus Lazarett, dann wurde es zum Krankenhaus umgebaut und als Poliklinik genutzt. Nach 1990 modernisiert, erhielt es einen neuen Laboranbau und neue Operationssäle. Mit dem Neubau des Klinikums Bad Salzungen wurde das Haus aufgegeben und steht leer. Haus I, im Herzen der Kurstadt an der Herzog-Georg-Straße gelegen, wird heute nach Umbau und Modernisierung als Altenheim für betreutes Wohnen genutzt.
Im benachbarten Schweina steht das ehemalige Haus III, das aus dem Landeskrankenhaus Marienthal hervorging und heute zur Therapie von Suchtkranken genutzt wird. Nach der Bildung des Kreises Bad Salzungen trugen die drei Häuser den Namen Kreiskrankenhaus Bad Liebenstein, da in Bad Salzungen nur das kleine Krankenhaus Dr. Sulzberger zur Verfügung stand. Mit dem Aufbau von Kapazitäten in Bad Salzungen entstand aus allen Häusern die Kreisgesundheitseinrichtungen (KGE) Bad Salzungen. Rechtsnachfolger der KGE ist das Klinikum Bad Salzungen.
Das Kurhaus wurde vom Volksheilbad mit stationären Patienten belegt und ist nach etwa zehn Jahren Leerstand im Jahr 2006 wieder seiner ursprünglichen Nutzung als Hotel zugeführt worden.
Bad Liebenstein ist größter Rehabilitationsstandort in Thüringen. Die größten Arbeitgeber sind die drei Rehabilitationskliniken:
- m&i-Fachklinik Bad Liebenstein mit Fachabteilungen für Orthopädie/Traumatologie, Kardiologie/Innere Medizin und Neurologie/Neuropsychologie.
- Heinrich-Mann-Klinik mit Fachabteilungen für Neurologie, Orthopädie.
- Kurparkklinik Dr. Lauterbach mit Fachabteilungen für Kardiologie und Orthopädie sowie Sportmedizin.

Im Mai 2009 wurde der Neubau des Kurmittelhauses übergeben. Das Haus, das die Form einer liegenden Acht hat, trägt nun den Namen Kurhaus Bad Liebenstein. Neben einer Sauna, einer Salzgrotte und einem Therapiebecken wird auf Wellness großen Wert gelegt, wobei auch das Liebensteiner Heilwasser verabreicht wird. Die ärztliche Betreuung wird von mehreren Arztpraxen (unter anderem auch einem Medizinischen Versorgungszentrum) abgesichert, die sich im gegenüberliegenden alten Kurmittelhaus befinden. Ein Übergang zum benachbarten Hotel Kaiserhof, ein sogenannter Bademantelgang, ist derzeit geplant.

### Ansässige Unternehmen
Die Erste Thüringer Keksfabrik wurde 1902 von Richard Bohlig gegründet. Nach Enteignung und Weiterbetrieb als Volkseigener Betrieb Keksfabrik Bad Liebenstein bis 1990 wurde die Fabrik zunächst von Bahlsen übernommen, bis 1998 stillgelegt, und schließlich durch die Stadt abgerissen. Heute befindet sich auf dem Areal ein öffentlicher Parkplatz. Das Fabrikgebäude am Marienthaler Weg wurde noch bis 2011 zur Konfektionierung von Kabelbäumen industriell genutzt.
Bis ca. 1990 gab es in der Ortsmitte den Volkseigenen Betrieb Leuchtstoffwerk, welcher unter anderem auch Farbpigmente auf Cadmiumbasis herstellte. Die wasserunlöslichen Cadmiumsalze wurden in der Grumbach entsorgt, was zu einer Bodenverunreinigung führte. Eine Bodenuntersuchung aus dem Jahr 1998 stellte daher eine verhältnismäßig hohe Schwermetallbelastung der Umgebung fest. Das Staatliche Umweltamt Suhl empfiehlt deshalb speziell in Gärten, die sich in der näheren Nachbarschaft des ehemaligen Leuchtstoffwerkes befinden, darauf zu achten, dass spielende Kinder kein Bodenmaterial verschlucken, und beim Anbau von Nutzpflanzen besondere Maßnahmen zu treffen. Das Betriebsgelände selbst wurde seit dem Jahr 2000 dekontaminiert. Dort entstand der neue Stadtpark an der Grumbachaue.
Im Jahr 1923 wurde eine Fabrik für Haarschneidemaschinen „Billmann & Theunissen“ in der Eisenbahnstraße gegründet.
Bis 1991 existierte im Ortskern an der Puschkinstraße eine Metallwarenfabrik, ehemals Fahrradteile Christian Luther. Es wurden überwiegend Fahrradteile hergestellt, wie Klingeln, Fahrradständer usw. Das Fabrikgebäude wurde mit dem Bau der m&i Fachklinik Bad Liebenstein abgerissen. Seither gibt es in Bad Liebenstein keine Industriebetriebe mehr.
Ansässig sind jedoch einige Handwerksbetriebe der Metall-, Holz- und Kunststoffverarbeitung, kleinere Bau- und Fuhrbetriebe sowie Dienstleistungsunternehmen im Bereich der Telekommunikation und Sicherheitstechnik.

### Medien
Seit 1890 erschien in Bad Liebenstein die Tageszeitung Der Stammgast im Verlag Kaffenberger in der Bahnhofstraße. Im Jahr 1944 musste das Erscheinen wegen Papierknappheit eingestellt werden. Offiziell wurde die Zeitung mit einer anderen zusammengelegt und konnte auch in der DDR-Zeit nicht wiederbelebt werden. Seit 1990 erscheint Der neue Stammgast als Mitteilungs- und Veröffentlichungsblatt der Stadt Bad Liebenstein und der beiden Gemeinden Schweina und Steinbach mit Druck und Verlag in Ilmenau. Heute in der Region verbreitete Tageszeitungen sind Freies Wort und Südthüringer Zeitung beide mit einer gemeinsamen Lokalredaktion in Bad Salzungen.
Alle Fernsehzuschauer mit Kabelanschluss im Stadtgebiet empfangen das sogenannte Bad Liebenstein-Fernsehen, welches kurzzeitig wechselnde Schrift- und Bildtafeln mit Informationen und Werbung in einer Endlosschleife sendet.

### Öffentliche Einrichtungen
Neben der Stadt- und Kurbibliothek unterhält die Stadtverwaltung das Fremdenverkehrsamt in der Wandelhalle im historischen Kurviertel. Das Kurtheater wird durch den Förderverein Kurtheater Bad Liebenstein e. V. betrieben und ist einziger derartiger Veranstaltungsort im Wartburgkreis. Nach der Eröffnung des neuen Kurhauses 2009 steht auch wieder eine Erholungsmöglichkeit mit kleiner Schwimmhalle zur Verfügung.
Die Stadthalle im Zentrum, 1982 als Kulturhaus eröffnet, wurde 2007 wegen Baufälligkeit geschlossen. Hauptursache war neben der fehlenden Trockenlegung der erdberührenden Außenwände das Flachdach, durch welches konstruktionsbedingt und in Folge fehlerhafter Unterhaltung Nässe eindrang. Die Halle besaß im großen Saal neben moderner Bühnentechnik eine segmentierte Hubbühne, ein Restaurant mit Bar und Terrasse, eine Kegelbahn mit Gastronomie, mehrere Verwaltungs- und Vereinsräume sowie Platz für einen Jugendclub. Nach jahrelanger Debatte erfolgte 2017 der Abriss der baufälligen Ruine und die Neubebauung des zentral gelegenen Areals mit Wohn- und Geschäftshäusern, dem so genannten Herzog-Georg-Carree.

### Bildung
Nach der Wiedervereinigung wurde die Polytechnische Oberschule Rudolf Schwarz  zum Schuljahr 1991/92 aufgelöst und die Staatliche Grundschule Ludwig Bechstein sowie das Staatliche Gymnasium Herzog Georg eingerichtet. Auf Grund der sinkenden Schülerzahlen fusionierte das Herzog-Georg-Gymnasium zu Beginn des Schuljahres 2007/2008 mit dem Dr.-Sulzberger-Gymnasium zum Staatlichen Dr.-Sulzberger-Gymnasium Bad Salzungen mit alleinigem Sitz in Bad Salzungen. Damit verlor die Stadt Bad Liebenstein bereits zum dritten Male nach dem Pädagogium (“Landerholungsheim und höhere Bildungsanstalt für Knaben” um 1920) und der Erweiterten Oberschule (bis 1980) die höhere Bildungseinrichtung. Im Gebäude des Gymnasiums befindet sich nun die Regelschule „Altensteiner Oberland“, die größte Regelschule des Wartburgkreises. Die ebenfalls im Ort befindliche Medizinische Fachschule zur Ausbildung von Krankenpflegern, Physiotherapeuten und Masseuren wurde 1993 nach Bad Salzungen verlagert. So bleibt als einzige Berufsschule die TÜV-Akademie Altenstein, welche aus der Agraringenieurschule Altenstein hervorgegangen ist. Derzeit werden dort Kurse zur Verbesserung der Sicherheit am Arbeitsplatz bzw. Abschlüsse in diesem Bereich sowie die Aus- und Weiterbildung von Gesundheits- und Sozialberufen angeboten.

### Verkehr

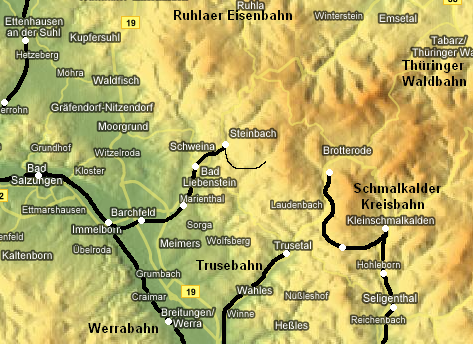
Bahn- und Straßenkarte

Bad Liebenstein ist über die Bundesautobahn 4, Abfahrten Waltershausen bzw. Wutha-Farnroda und die Bundesstraßen 19 und 62 beide bis Barchfeld zu erreichen. Die Umgehungsstraße auf der ehemaligen Bahnstrecke, die heutige Tréon-Straße, führt den Verkehr vom Knoten Barchfeld zum Rennsteig an der Stadt vorbei, lediglich in Richtung Trusetal muss er noch das Zentrum passieren. An Wochenenden können die innerstädtischen Parkplätze stark ausgelastet sein, wenn viele Besucher der Patienten der Rehakliniken in die Stadt kommen.
Regelmäßige Busverbindungen des Verkehrsunternehmen Wartburgmobil gibt es von Bad Liebenstein nach Bad Salzungen (über den Bahnhof Immelborn), Eisenach (zum dortigen Bahnhof), Brotterode (mit Anschluss zum Kleinen Inselsberg). Die Stadtlinien 41–43 verbinden den Kernort Bad Liebenstein mehrfach täglich mit den Ortsteilen Meimers, Bairoda, Steinbach, Altenstein und Schweina.
Die von 1889 bis 1968 im Personenverkehr betriebene Bahnstrecke Immelborn–Steinbach, eine Zweigstrecke der Bahnstrecke Eisenach–Lichtenfels (Werrabahn), diente zum Transport der Kurgäste. Es gab einen täglichen Eilzug vom Bahnhof Bad Liebenstein nach Leipzig bzw. Zwickau.
Bad Liebenstein liegt auf der Hauptroute der „Fürstenstraße der Wettiner“, eine sich im Aufbau befindliche Themenstraße Mitteldeutschlands.

## Persönlichkeiten
In der langen Tradition als Kurort gab es viele berühmte Persönlichkeiten, die Erholung und Arbeit hier verbanden: Bernhard von Bülow, Conradi-Horster, Ida Dehmel, Friedrich Fröbel, Adolph Diesterweg, Ernst Haeckel, Gerhart Hauptmann, Friedrich Hoffmann, Henrik Ibsen, Harry Graf Kessler, August von Kotzebue, Franz von Lenbach, Franz Liszt, Jean Paul, Max Reger, Joseph Meyer, Fritz Reuter, Ludwig Richter, Anton Rubinstein, Albert Schweitzer, Inge von Wangenheim, Charlotte von Stein und Walter Ulbricht.
Jean Paul „modellierte“ in Dr. Katzenbergers Badereise seinen Kurort nach dem Vorbild von Liebenstein.

### Ehrenbürger
- Albert Briel (1898–1997), Schweizer Staatsbürger und einheimischer Hotelier – Ehrenbürger 1991
- Friedrich Heinrichs (1882–1947), ehemaliger Bürgermeister – kein eingetragener Ehrenbürger
- Max Heinze – Daten fehlen
- Heinrich Kaiser (1845–1922), ehemaliger Bürgermeister – Ehrenbürgerdatum unbekannt
- Fritz Lauterbach (1877–1951), Chemiker und Vorstand der Bad Liebenstein Aktiengesellschaft – Ehrenbürger 1937.
- Rudolf Obmann (1893–1976), Zahnarzt – kein eingetragener Ehrenbürger
- Irmgard Schäfer (1928–2007), ehemalige Bürgermeisterin – Ehrenbürger 1988.
- Otto Schieck (1898–1980), Kommunist – Ehrenbürger 1973
- Maximilian Graf von Wiser (1861–1938), Augenarzt – Ehrenbürger 1926[41]

### Söhne und Töchter der Stadt
- Heinrich Heß (1844–1927), Beamter, Heimatforscher und Politiker
- Rudolf Martiny (1870–1927), Historiker und Staatsarchivar
- Helmut Hölzer (1912–1996), Computer- und Raketenpionier
- Henry Lesser (* 1963), Fußballer
- Maik Nothnagel (1966–2023), Politiker

### Weitere Persönlichkeiten

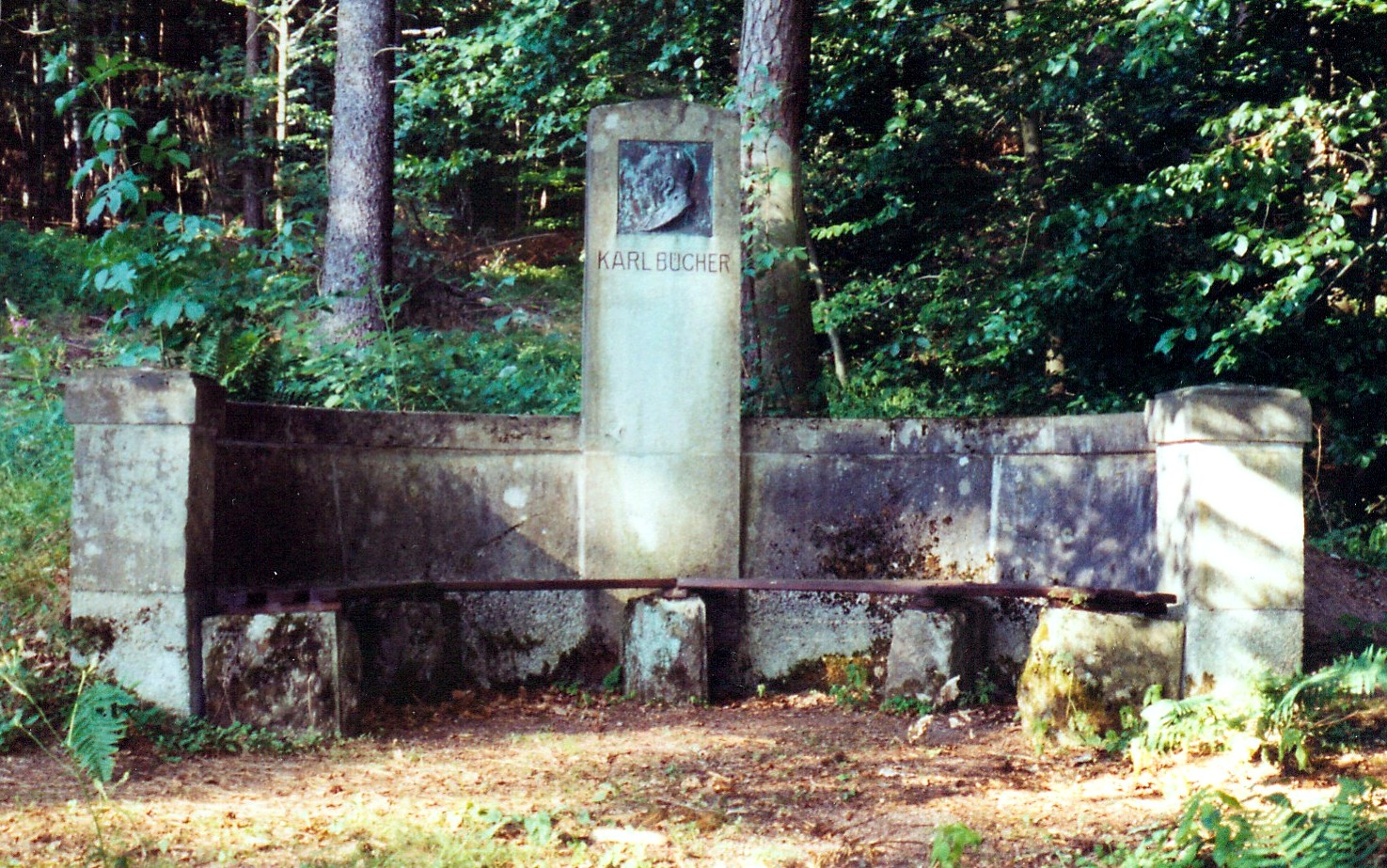
Karl-Bücher-Denkmal

- Friedrich Fröbel, lebte von 1849 bis 1852 in der Stadt. Er wurde mehrmals von Adolph Diesterweg besucht.
- Der Meininger Hofmaler Carl Wagner schuf in den 1830er-Jahren fünf Gemälde mit Motiven von Bad Liebenstein, Schloss und Park Altenstein sowie Glücksbrunn
- Karl Bücher (Nationalökonom) besaß in der Stadt eine Sommerwohnung. Seine Studenten bauten ihm hier ein Denkmal.
- Hier häufig unterwegs waren Friedrich Mosengeil, Ludwig Bechstein und August Trinius.
- Die Herzöge von Sachsen-Meiningen wohnten mit ihren Gästen im Sommer in Bad Liebenstein. Besonders sind zu erwähnen: Adelheid von England, Johannes Brahms und Clara Schumann sowie Fürst Hermann von Pückler-Muskau.
- Seinen ersten Auftritt hatte der später weltberühmte Josef Kainz im Kurtheater Bad Liebenstein unter den Augen von Herzog Georg II.
- Georg II. heiratete hier Ellen Franz.
- Julius Heinrich Gottlieb Schlegel war ab 1824 bis 1839 Badearzt in Liebenstein.
- Heute lebt hier der Karikaturist Ralf Böhme.
- Die Gegenwartsschriftstellerin Kerstin Jentzsch hat sich ebenfalls in Bad Liebenstein niedergelassen.[42]
- Die letzten Lebensjahre verbrachte in Bad Liebenstein Lorenz Lochthofen.